# 印尼印度教
印尼印度教（英語：Hinduism in Indonesia）信徒的人數，在截至2018年所做的人口普查結果中約佔全國人口的1.74%，而在巴厘島，信仰印度教的人數佔當地人口近87%。印度教是該國官方許可的6大宗教之一（參見印尼宗教）。這個宗教在公元1世紀透過商賈、海員、學者和教士傳入印尼。經過綜攝的過程，印度教與爪哇島既有的民間信仰及文化融合，在6世紀也導入佛教思想，而演化成為印尼版本的印度教。這些思想在三佛齊和滿者伯夷兩個王朝時繼續發展 。大約到公元1400年，前往印尼沿海的穆斯林商賈把伊斯蘭教引入當地，最後導致印度教從印尼大部分的島嶼上消失。
2010年，印尼宗教事務部估計全印尼約有1,000萬印度教徒，而印尼官方在2010年所做的10年一度人口普查，顯示印度教徒的數字僅為400萬。印尼擁有世界排名第4大印度教徒人口（參見印度教世界各國分佈），僅次於印度、尼泊爾和孟加拉國。印尼印度教協會對10年一度人口普查使用的方法提出異議，並估計印尼在2005年有1,800萬印度教徒。印度教在印尼雖然是個少數宗教，但其文化已對該國的生活方式和日常活動留下深遠影響。在巴厘島之外，許多印尼抱持傳統原住民信仰者為獲取官方認可，也標榜自己信仰的是印度教。

## 歷史

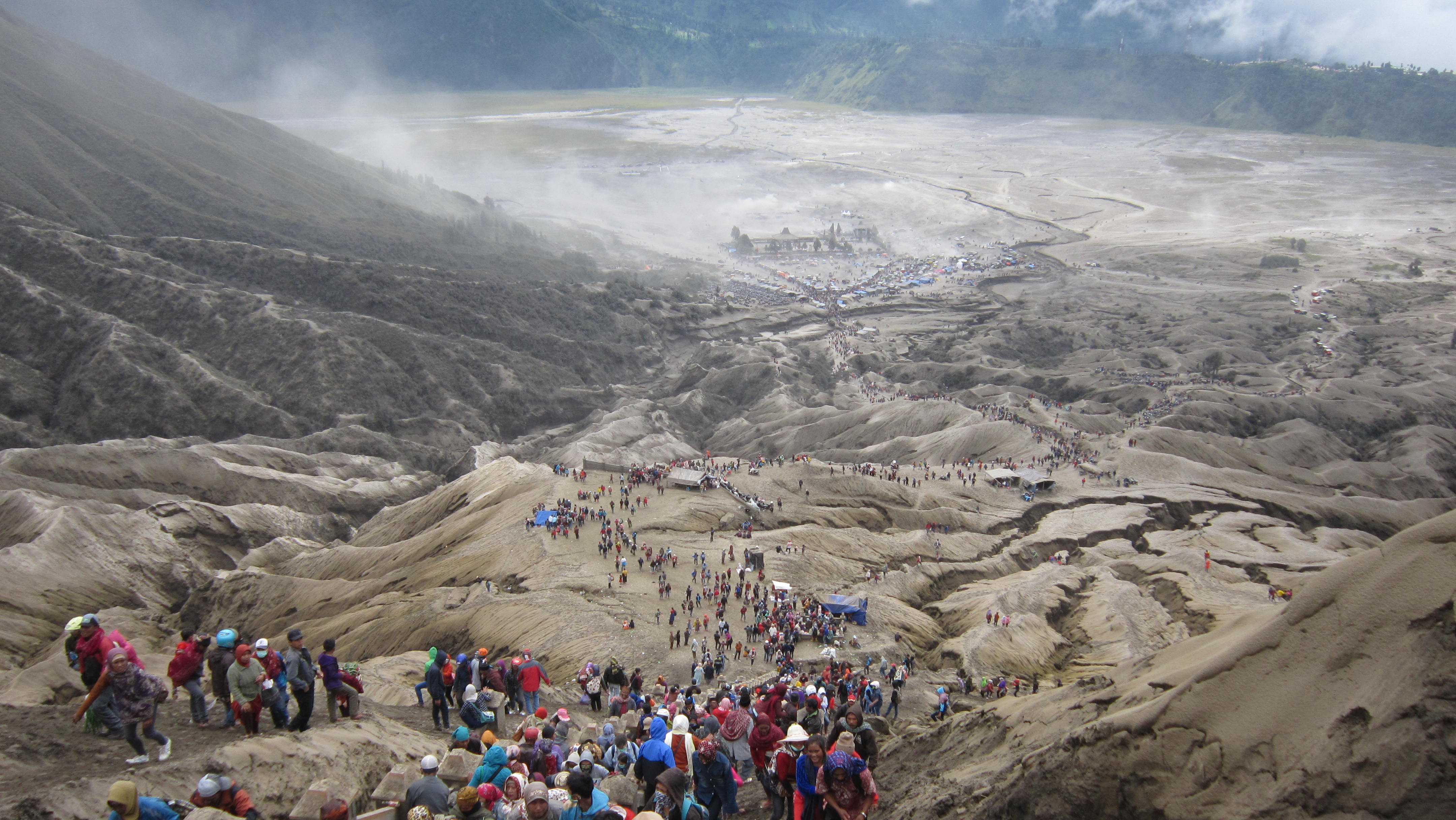
騰格爾族信徒每年在慶祝亞德尼雅‧卡沙達節時均會舉行登布羅莫火山的活動。

印尼群島（參見印尼群島列表原住民所信奉的是普遍存於南島民族中的泛靈論和物力論。當地人崇拜及敬畏祖先；他們還認為某些神靈可能會居住在例如大樹、石頭、森林、山脈或任何神聖之處。古代爪哇族、巽他族和巴厘人認定這種無形的超自然力量“Hyang - 香”，即來自神靈或是祖先。在現代印尼語中，“Hyang”已具有上帝的意思。

### 印度教傳到印尼時間

印度文化圈，印度文化影響領域，以及印度教傳至東南亞的歷史路徑。

印度教思想遠在公元1世紀即傳到印尼群島。在像爪哇古文學作品《Kidung Harṣa Wijaya》（三佛齊國王Narasingha之子）這故事中寫道“rata bhaṭṭāra Narasingha”，即國王Narasingha具Hari的血統，而Hari是毗濕奴的別稱。早期印度教貝葉經的翻譯者誤解“為某人之子(being a son of)”字面的意思，而假設毗濕奴實際產有人類後代的說法。但在此我們已得到屬宗教學術的結論，即印度教中毗濕奴派的存在。因此早期在爪哇島、巴厘島和蘇門答臘島，已有兩個印度教主流派別存在。因此關於印度文化和精神思想傳播到印尼的過程，確實存有可追朔的歷史證據。前述的爪哇傳說指的是塞迦紀年時期，可追溯到公元78年。史詩《摩訶婆羅多》可追溯在1世紀發生在印尼島嶼的故事。這些故事版本可在印度次大陸東南地區（今日坦米爾那都邦和安得拉邦南部）發現對映的版本。14世紀以古爪哇語撰寫的手稿《Tantu Pagelaran》，是彙集有關古代故事、藝術和工藝品的作品，其中廣泛用到梵語、印度神祇名稱和宗教概念。同樣的，在爪哇島和印尼西部島嶼出土的古代禪邸遺跡，以及在中爪哇省發現的8世紀康格銘文，證實濕婆，及其配偶雪山神女和兒子象頭神、毘濕奴、梵天、阿周那和其他印度教神祇的林伽圖像，大約在公元1世紀中後期已受到廣泛採用。中國僧侶法顯在公元414年從斯里蘭卡回國途中，曾記載爪哇島有兩個印度教流派，而8世紀中國文獻將珊闍耶建立的的印度教馬打蘭王國稱為“訶陵”，說這個國家“極其富裕”，並說馬打蘭王國與在爪哇島科度平原上的夏連特拉王國統治者以及佛教徒和平共處。

考古證據顯示塔魯馬納加拉王國是已知最早存在的印尼印度教王國。地圖顯示的是這個王國在5世紀時的版圖。

關於印度教傳入印尼的兩大理論，一是印度南部商賈透過海路所帶來，二是印尼王室歡迎印度的宗教和文化，由他們率先採用此類精神信仰，隨後社會大眾跟進。印尼群島採用印度教和佛教的思想，再把本地已存在的民間信仰和泛靈論融入其中。公元4世紀，位於今日東加里曼丹省的古泰王國、西爪哇省的塔魯馬納加拉王國和中爪哇省的訶陵是當時建立的印度教國家。在1950年至2005年間的挖掘，特別是在其布亞村（Cibuaya Village，位於西爪哇省）和巴圖爪雅村的遺址，顯示塔魯馬納加拉王國崇敬印度教的神祇毘濕奴。古代在爪哇的印度教王國建造許多方形寺廟，以印度河流名稱如戈默蒂河和恒河為島上的河流命名，並建設大型灌溉和基礎設施工程。
幾個知名的古代當地印度教王國有馬打蘭王國，以建造世界上最大的印度教寺廟之一（普蘭巴南寺廟群）而著稱，其次是諫義里國和信訶沙里王國。印度教連同佛教在整個群島傳播。印度教的許多《論典》和契經被翻譯成古爪哇語文字，同時也用藝術的形式作表達。例如投山仙人（Agastya）是11世紀爪哇語作品《Agastya parva》中的主角；此作品包含往世書（puranas），以及印度教數論和吠檀多宗派思想的混合。印度教和佛教思想的影響在14世紀達到巔峰。在爪哇的印度教-佛教王國中，最大，也是最後一個為滿者伯夷王國，其影響遍及印尼群島。

### 荷屬東印度時代的印度教

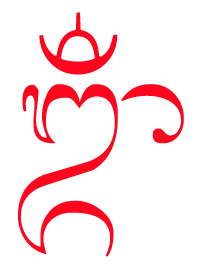
巴厘文字書寫的唵。

把伊斯蘭教帶到印尼的是遜尼派中沙斐儀派穆斯林商賈，以及來自印度、阿曼和葉門的蘇非主義穆斯林商賈。已知最早提到印尼印度教徒中有個小型穆斯林社區的是馬可·波羅（公元1297年左右），他提起在今日亞齊的波拉克有個由摩爾商人建立的新社區。後來在北蘇門答臘島(亞齊)、南蘇門答臘島、西爪哇島和中爪哇島以及南婆羅洲 (加里曼丹島) 出現四個，且相互競爭的伊斯蘭蘇丹國。 
這些蘇丹國把伊斯蘭教定為國教，除之間相互征戰之外，也與印度教和其他非穆斯林王國對抗。在有些地區，印尼人仍維持他們的既有信仰，而形成綜攝版本的伊斯蘭教。在其他情況下，印度教徒和佛教徒選擇離開並聚集在他們可自保的島嶼上。例如，在爪哇東部的印度教徒移居到巴厘島和鄰近的小島。
當在此段宗教衝突和各蘇丹國間戰爭期間，新的伊斯蘭教權力中心試圖整合他們所控制的領土之時，而歐洲殖民主義者翩然而至。印尼群島很快遭到荷蘭殖民政府的統治。殖民政府制止宗教衝突，並逐步開始發掘、理解和保存印尼（特別是在爪哇和印尼西部島嶼地區）自古既有的古印度教-佛教文化。

### 現代印尼印度教
印尼從荷蘭殖民統治者取得獨立之後，受到國內佔絕大多數伊斯蘭教的政治壓力（限於信奉一神論宗教才能取得認可）。印尼官方要求個人需有宗教信仰才能獲得完整的公民權利，而當時印度教並未受到印尼政府的承認。印度教徒被認為是印尼語：（無宗教信仰者），必須皈依到其他被認可的宗教。印尼宗教事務部在1952年宣布巴厘島和其他有印度教徒的島嶼需要進行系統性的勸誘改宗以皈依伊斯蘭教。巴厘島當地政府對此種國家政策感到震驚，於1953年自行宣佈為宗教自治區。
巴厘島當地政府還向印度，以及前荷蘭殖民地官員尋求外交和人權支持，發起一系列巴厘島和印度之間的學生和文化交流活動，以協助制定巴厘島印度教的核心原則（吠陀、奧義書、往世書和、宇宙古史）。特別是1950年代中期在巴厘島發起的政治自決，以及採取非暴力的不抵抗運動，而在1958年提出聯合請願書，要求印尼政府承認印度教為合法宗教。
這份聯合請願書引用印度教經文中的梵語真言：
梵語:Om tat sat ekam eva advitiyam，譯文：唵，如是無處不在、無限、不可分的本質。——巴厘島印度教聯合請願書。1958年6月14日
請願書強調“不可分（一體）”是為符合憲法要求信仰一神論宗教的規定。請願者認為不可思議（也可稱為“唯一至尊”）是不可分割的。巴厘島語中的這個名詞有兩個含義：“宇宙神聖統治者”和“神聖絕對宇宙法則”。這種原創性的語詞既符合印尼宗教事務部的一神論要求，也保留印度教古文字中法的中心思想。上述具有創造性短語的意義上既符合印度宗教事務部的要求，而又保留印度教古代文字中“法”的中心思想。1959年，印尼總統蘇卡諾支持請願者，下令在宗教事務部內正式成立巴厘島印度教事務部。
印尼在1959年至1962年之間歷經政治和宗教事務的動盪，蘇卡諾總統下令解散制憲委員會，削弱印尼共產主義運動和伊斯蘭教政治的影響。但直到1962年才正式把印度教認定為合法宗教。達成核准，最初是由巴厘島的印度教組織所發動，而最終成功也是因為巴厘島的印度教徒佔絕大多數的緣故。在1966年至1980年間，爪哇島西部以及蘇拉威西島南部，加上蘇門答臘島北部、加里曼丹島中部和南部的部分地區，有大量印尼人跟隨巴厘島人正式宣布自己是印度教徒。他們組織而形成政治壓力團體，以維護自身的權利。這些組織中最大的一個，印尼語：，於1986年更名為印尼印度教協會 (PHDI)，以反映印度教的所有工作係為印尼全國，而非僅代表巴厘島的信徒。
由於巴厘島的印度教徒在當地佔絕大多數，而發展出可自由信奉這個宗教的環境，但在印尼的其他島嶼，信徒會受到當地官員的歧視和迫害，因為這些印度教徒被認為是從居於多數的伊斯蘭教改宗。但印尼中央政府仍給予印度教徒支持。在1960年代，印度教被作為一種保護傘，為信仰佛教和印尼孔教的印尼人提供庇護，當時這兩種信仰尚未得到官方的承認。印尼印度教政治活動家致力於保護類似這些信仰的人，讓他們同樣享受由印尼宗教事務部給予的權利。
為在穆斯林佔主導地位的國家獲得官方認可和權利，印尼印度教也被迫在政治上做出適應。目前印尼印度教是印尼官方承認的五種一神論宗教之一。
在爪哇島之外信奉民間信仰和泛靈論的原住民，為保存其傳統信仰，也宣布自己信仰的是印度教，認為印度教比伊斯蘭教或基督教是較為靈活的選擇。1970年代年初，蘇拉威西島的托拉查人率先發現他們可在“印度教”廣大保護傘下為自己的原始信仰提供庇護，隨後蘇門答臘島的卡羅巴塔克人在1977年跟進。在加里曼丹島中部和南部，當地達雅族人中興起印度教運動，成為發生在1980年的大規模改宗行動。然而這種改宗與爪哇島的情況不同，因為此類行動的根源是由種族分歧造成。達雅族原住民受到政府資助的穆斯林移民（絕大多數為馬都拉族）和政府官員的出現，而對自身所處的土地和自然資源受到剝奪深感不滿。
與爪哇島印度教徒相比，許多達雅族領導人也更關注巴厘島為統一印尼全國印度教儀式而做的規範，擔心自己獨特的“印度教融合卡哈林干信仰”的傳統會因此衰落，以及受到外部勢力的壓制。相較之下，當時大多數爪哇人並未存有獨特的族群界線問題而需急於皈依印度教，同時也擔心因改宗受到當地強大的伊斯蘭組織（如伊斯蘭教士聯合會(NU)）報復。 
幾個具有原始綜攝的信仰，如古巽他族信仰 （巽他族）、印尼語：（義為尊崇祖先，托拉查人） 和瑪琳教（參見瑪琳教信仰者，巴塔克人）等原住民部落，為遵守印尼法律而宣布自己信奉印度教，又保留其原始獨特傳統，與巴厘島人主導的印度教有所區別。這類因素以及政治活動，導致印度教在巴厘島之外地區也發生某種程度的復興。
2020年2月，佐科·維多多總統（參見印尼總統）發布命令，將巴厘島丹帕沙的印度教國立專門學院（Hindu Dharma State Institute in Denpasar）升等為該國第一所印度教國立大學，更名為I Gusti Bagus Sugriwa印度教大學（以紀念當地印度教元勳I Gusti Bagus Sugriwa）。這所印度教高等研究機構成立於1993年，最早是印度教國立師範學校，然後於1999年轉變為國立學院，再於2004年升等為專門學院。

## 一般信念和做法

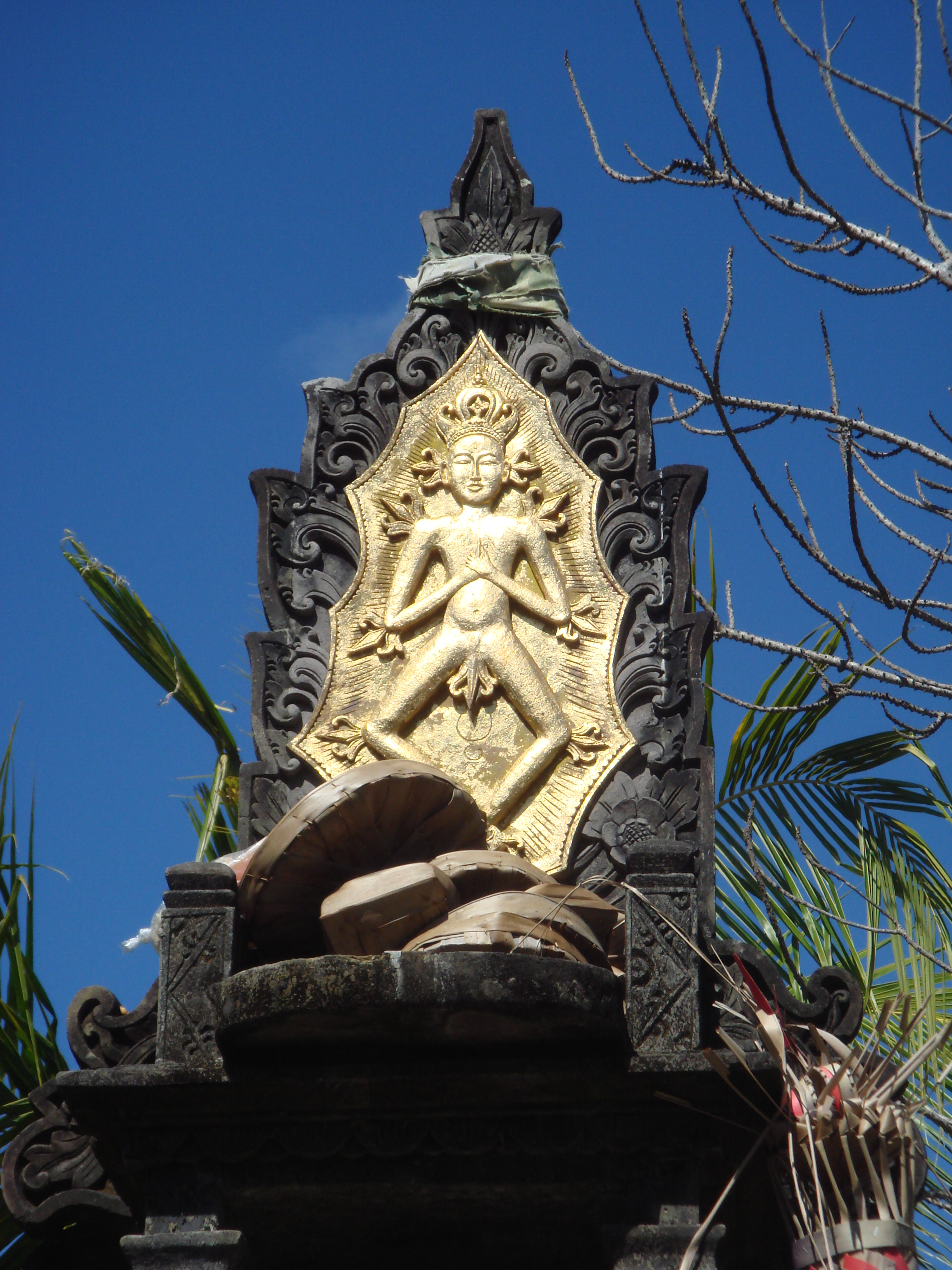
不可思議（Acintya）是巴厘島印度教信仰至尊無上的上帝。

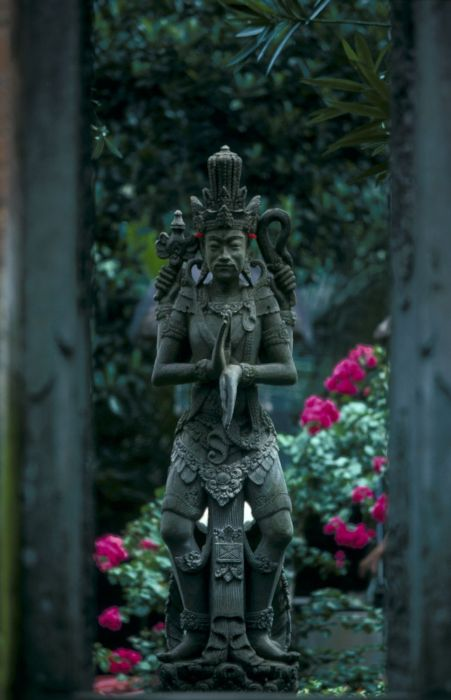
巴塔拉上師（印尼印度教中濕婆的另一面相）雕像。

在巴厘島的印度教信仰是古老傳統加上配合當代印尼法律要求之後的混合體，根據印尼建國五原則的國家意識形態，法律只允許信仰一神論的宗教。傳統上印尼的印度教有個容納許多神祇的神殿，這種做法依然存在。此外，印尼的印度教讓教徒擁有自行決定在何時、如何以及何處祈禱的自由。但印尼官方認為，並且宣傳印尼的印度教是種一神論宗教信仰，具有符合其國家意識形態而受到許可的宗教信仰。印尼學校教科書將印度教描述為擁有一個至高無上的主，教徒每天需要強制性祈禱3回，而且印度教具有某些與伊斯蘭教相似的共同信仰。學者質疑此一印尼政府所承認並核可的信仰，是否真正反映的是印尼自荷蘭殖民政府獨立之前，即已存在的傳統巴厘島印度教信仰和禮儀。
經正式承認的印度教，其中一些信仰理念包括：
- 信仰一個至高無上的主，名稱為“Ida Sanghyang Widi Wasa”、“Sang Hyang Tunggal”或“Sang Hyang Acintya”（即不可思議，或唯一至尊）。中蘇拉威西省托拉查人尊崇祖先信仰中至高無上的神靈稱為“Puang Matua”。[82]
- 信仰所有的神都是這個至高無上主的體現。與師摩多派（英语：Smartism tradition）的信仰相同，師摩多派也認為不同形式的神如毗濕奴，濕婆和女神夏克提是同一個至尊無上的主呈現的不同面向。濕婆也以其他形式例如“巴塔拉上師（英语：Batara Guru）”和“Maharaja Dewa”（Mahadeva）而受崇拜。[83]，此與當地印度教信仰（ 科賈文信仰）中的太陽，甚至和穆斯林的鎮尼傳說均足以比擬。[84]

巴厘島印度教信仰包括印度三聖一體，稱為Trimurti的概念，三聖為：
- - 梵天，創造者。
  - 毘濕奴，保護者。
  - 濕婆，毀滅者。
- 除傳統印度教的三聖一體外，巴厘島印度教徒還崇拜一系列的神和女神（如“香（Hyang）”、小神（英语：Dewata） 和女神），以及一些在印度教中並沒有的神祇。[86][87]

巴厘島印度教的神聖經典是吠陀和奧義書。這兩本經書是印度和巴厘島印度教信仰的基礎。其他宗教理念來源包括通用的印度教往世書和宇宙古史（主要是羅摩衍那和摩訶婆羅多）。《摩訶婆羅多》和《羅摩衍那》這兩本史詩中的故事成為印尼信徒傳頌不斷的材料，透過哇揚皮影偶戲和舞蹈來呈現。 印尼印度教與印度的一樣，承認靈性的四種途徑，稱之為Catur Marga。這四個途徑是奉愛瑜伽（對神靈的奉獻之道）、智能瑜伽（知識之道）、實踐瑜珈（工作之道）和 冥想瑜伽（冥想之道）。在巴厘島擁有最多跟隨者的是奉愛瑜伽。巴厘島印度教徒與印度的印度教徒一樣，認為人類生活有四個正確的目標，稱之為Catur Purusartha - 法（追求道德和倫理生活）、阿剎（追求財富和創造性活動）、欲樂（追求快樂和愛）和解脫（追求自我認識和解放）。

## 各種印尼印度教

### 巴厘島印度教
巴厘島印度教是印度教加上在伊斯蘭教以及荷蘭殖民者蒞臨印尼群島之前，當地即存在泛靈論的綜合體。它將印度教許多核心信仰與巴厘島當地的藝術和儀式相結合。在當代，巴厘島印度教被印尼宗教事務部正式稱為印尼語：，但傳統上這個宗教擁有許多稱法，例如Tirta、Trimurti、Hindu、Agama Tirta、Siwa、Buda和Siwa-Buda。Tirta和Trimurti兩字源自印度印度教，分別對應於蒂爾薩（前往任何聖地朝聖）和三聖一體。巴厘島印度教與在印度的均採取靈活的方式發展，呈現多樣化的生活方式。包含許多印度精神理念，珍視印度往世書和印度史詩的傳說和神話；在巴厘島有一系列傳統獨特的節日和習俗（包含甚多的“香（Hyang）”，即當地和祖先的神靈）以及動物犧牲的祭祀形式，在印度不常見。

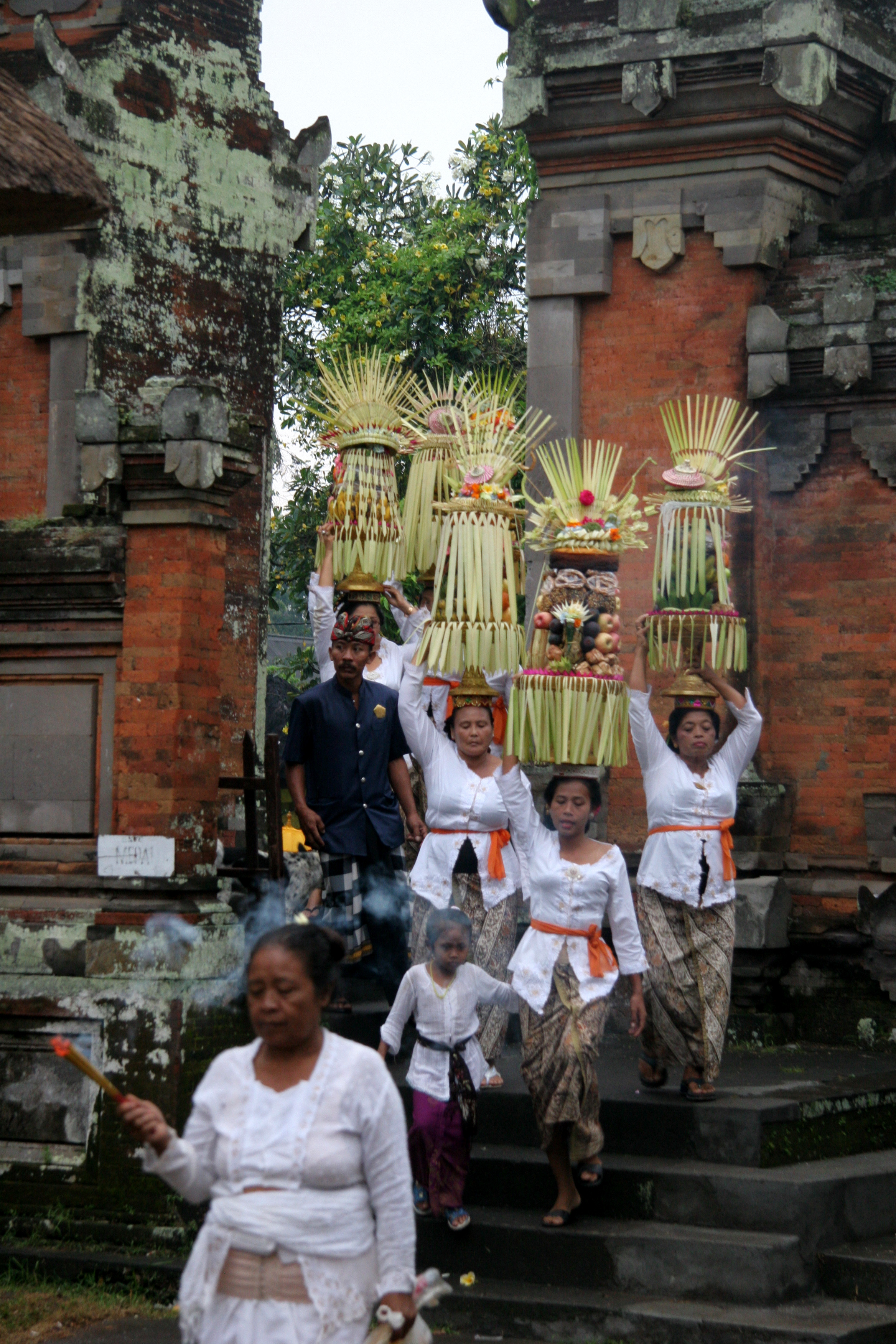
信眾攜帶供品進入巴厘島印度教廟宇。

#### 巴厘島印度教廟宇
在巴厘島，印度教廟宇被稱為普拉（Pura）。這些印度教廟宇是方形建築，四周有圍牆包圍，裡面有露天院落，進入院落需要透過幾重裝飾精美的出入口。每座廟宇都有或多或少的固定信眾。每個巴厘島人都因出身、居住地或從屬關係而歸屬一間特定的廟宇。一些廟宇與特定家庭大院（在巴厘島也稱為banjar）有關聯，另一些與稻田有關聯，還有一些與重要的地點有關聯。在巴厘島的農村高地，經常可見不同desa（村莊）設置的巴努阿（banua，或稱wanwa，林地廟宇）。巴厘島上有超過20,000座廟宇，等於每100至200人就有一座。廟宇內供奉當地以及印度的神祇；例如薩拉斯瓦蒂、象頭神、毗濕奴、濕婆、雪山神女、阿周那等。寺廟根據印度印度教廟宇建造原則設計，也將地方性概念融入。
每個人都有個家庭守護神，叫做“庫拉·德瓦（Kula dewa）”，被供奉在個人和家人膜拜的廟宇內，這所廟宇被稱為家廟。巴厘島印度教徒使用的是帕悟肯曆（一年僅有210天，這種曆法根據水稻收成和月亮盈缺來制定），每座廟宇每隔210天慶祝週年紀念日一次。巴厘島印度教徒所具有獨特的儀式和典禮，包括親人死亡及火葬後相關的，以及鬥雞、銼平犬齒儀式、慶祝寧靜日和卡隆安節，在印度印度教並不存在。在每個廟宇的周年紀念日，以及節慶和家庭活動（如婚禮），信眾都會帶著鮮花、供品、頂部帶著裝飾的竹竿舉辦遊行。社區會舉辦祈禱和盛宴以為慶祝。慶典大多會在廟宇中舉行。一些傳統涉及泛靈論的儀式則包括如caru（以動物之血獻祭）、Tabuh Rah（鬥雞）、或是屠宰動物祭神buta kal（土地神） - 但屠宰則在廟宇之外進行。

#### 巴厘島印度教藝術
巴厘島印度教徒會用舞蹈、音樂、色彩繽紛的服飾以及和其他藝術變現來彰顯宗教。巴厘島印度教與印度印度教相似，也會透過各式手印來表達思想、感恩、禮儀和文化。舞蹈劇經常用於表達各式的故事。例如，其中一齣說的是女巫讓達（代表不如法，如同混沌紊亂）和以獅面現身的保護精靈巴龍（代表法）之間的戰鬥，過程中演者會陷入恍惚狀態，善良嘗試戰勝邪惡，舞者表達每人心中均同時存有善與惡，而戰勝邪惡之時即意味自己可將邪惡驅除。巴厘島的繪畫以其活潑而精緻、且複雜的表達方式而著稱，類似具有熱帶風格的巴洛克藝術。舞蹈劇經常是以未定結局而收場，未有一方獲勝，因為重要的是維持平衡，並體認法與不如法（善與惡）永遠同時存於每個人心中，鬥爭永無止境。巴龍（即法）是在各種慶祝活動、舞蹈、藝術和寺廟中存在的重要象徵和儀式範式。表達生命週期的儀式也是展現宗教和藝術的重要場合。少年人進入青春期、結婚儀式、尤其是喪禮的火葬，都為巴厘島人提供對於社區、身份地位和來世表達概念的機會。
巴厘島印度教徒社會結構
學者們對中世紀和當代巴厘島印度教社會中的分級程度和性質存有爭論。
巴厘島的社會體系與印度種姓制度相似。
巴厘島上的四個種姓是：
- Sudras (首陀羅) - 農民佔巴厘島人口的90% 以上（近93%）。[119]
- Wesias (吠舍) - 包括商人和行政官員
- Satrias（剎帝利） - 戰士，還包括一些貴族和君主
- Brahmanas（婆羅門）- 祭司

在巴厘島，通常廟宇的祭司由首陀羅（當地拼寫為Soedra）擔任，但根據當地人口狀況，祭司也可能出身自其他三個種姓。如今種姓制度的概念較多出現在宗教場合，低種姓的成員會要求婆羅門種姓（祭司）的成員主持儀式。自荷屬東印度時期起以至印尼在1949年獨立後，由於政府禁止依據種姓制度行事，種姓成員在經濟上的差異正慢慢消失中。
巴厘島印度教的歷史或是當代紀錄均無賤民出現過。在巴厘島或爪哇的印度教中，wangsa - 有些稱其為“種姓”，有些則稱其為“階級” - 是功能性，而不是等級，wangsa間也不需隔離。此外，還有社會流動性 - 人們可根據自己的意願而改變職業和種姓。在巴厘島的內陸高地中，desa（村莊）中沒wangsa存在，一個人的社會地位和職業是可變的，婚姻不是內婚制（只許同階級間通婚）。發掘出的古代銘文顯示巴厘島印度教國王和村長由社會各個階層 - 祭司、戰士、商人和工匠而來。

### 爪哇印度教

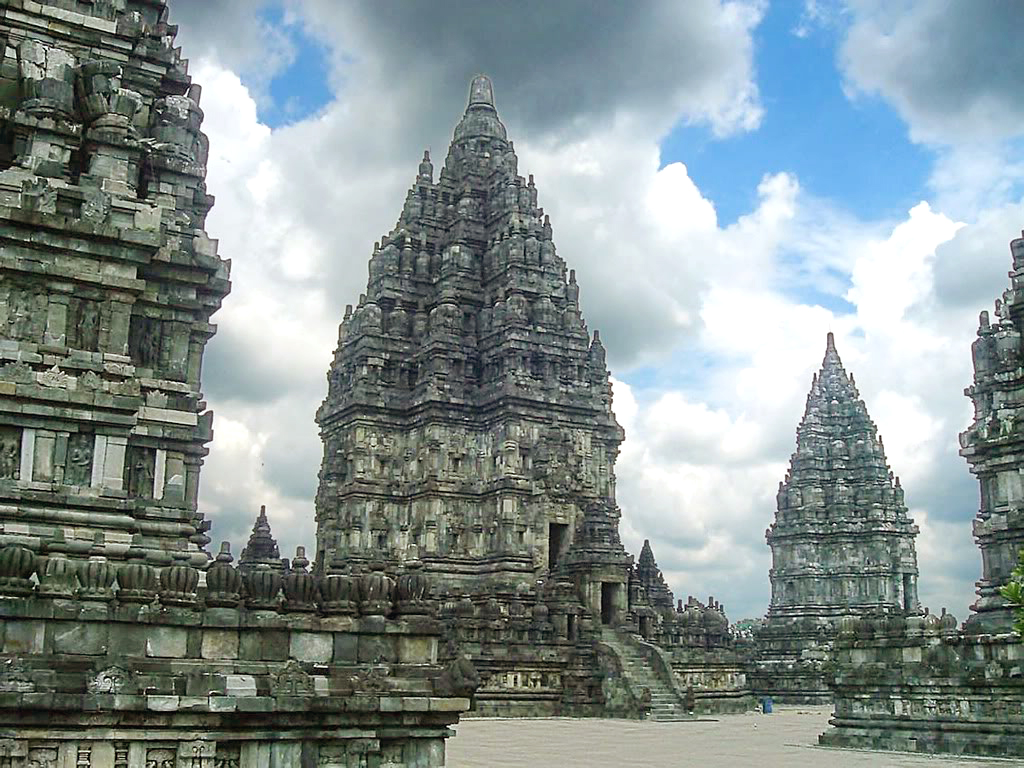
第9世紀普蘭巴南廟宇群中的濕婆廟，為全印尼最大的一座。

爪哇島和蘇門答臘島都受到相當大的印度文化影響（參見印度文化圈）。爪哇島受到印度教影響的最早證據可在4世紀的塔魯馬納加拉王國銘文中找到，這些銘文散佈在現代雅加達和茂物周圍。在6及7世紀，許多航海王國在蘇門答臘島和爪哇島興起，它們控制馬六甲海峽的水域，並藉著經營與中國與印度，甚至是更遠地區的海上貿易而繁榮（參見印度對東南亞影響歷史#Indonesia）。在此期間，來自印度的學者訪問這些王國，並協助把印度教文學和宗教經書翻譯成當地文字。

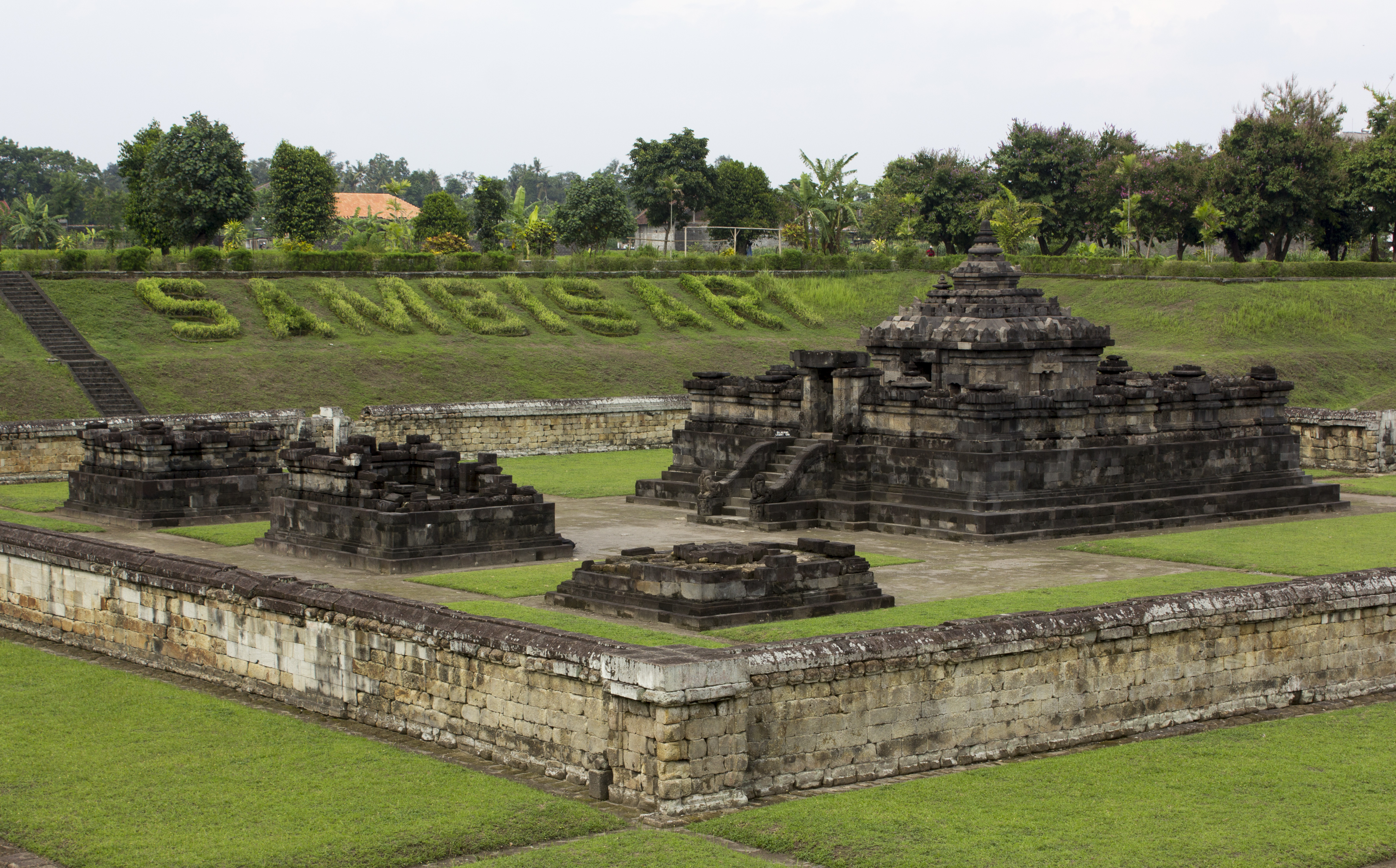
位於日惹的薩比薩利印度教廟宇考古遺址。

爪哇在4世紀到15世紀之間有許多印度教王國存在，如塔魯馬納加拉王國、訶陵王國、馬打蘭王國、諫義里國、巽他王國、信訶沙里王國和滿者伯夷王國。這個時代通常被稱為爪哇古典時代（Javanese Classical Era），印度教-佛教文學、藝術和建築在此期間蓬勃發展，透過王朝的贊助，並融入當地文化。有許多印度教廟宇建於此一時期，其中包括已被指定為世界遺產，於9世紀在日惹附近建造的普蘭巴南寺廟群。在這些印度教王國中，滿者伯夷王國是印尼歷史中最大，也是最後一個重要的印度教王國。滿者伯夷源於東爪哇省，而統治地區包括現在印尼的大部分。在與印尼伊斯蘭蘇丹國的長期戰爭和失去領土之後，王國的殘餘部在16世紀遷移到巴厘島。
印度教在爪哇和巽他藝術和文化中遺留下重要的影響和印記。哇揚皮影偶戲、哇揚翁戲以及其他爪哇和巽他古典舞蹈內容都取自印度史詩《羅摩衍那》和《摩訶婆羅多》的情節。雖然目前絕大多數爪哇族和巽他族都自認為穆斯林，但這類藝術仍然存在。印度教在爪哇以不同的程度和形式留存下來。而在爪哇島的某些群體，如騰格爾族和歐信族的信仰，也與印度教的傳統有關聯。

#### 爪哇騰格爾族印度教

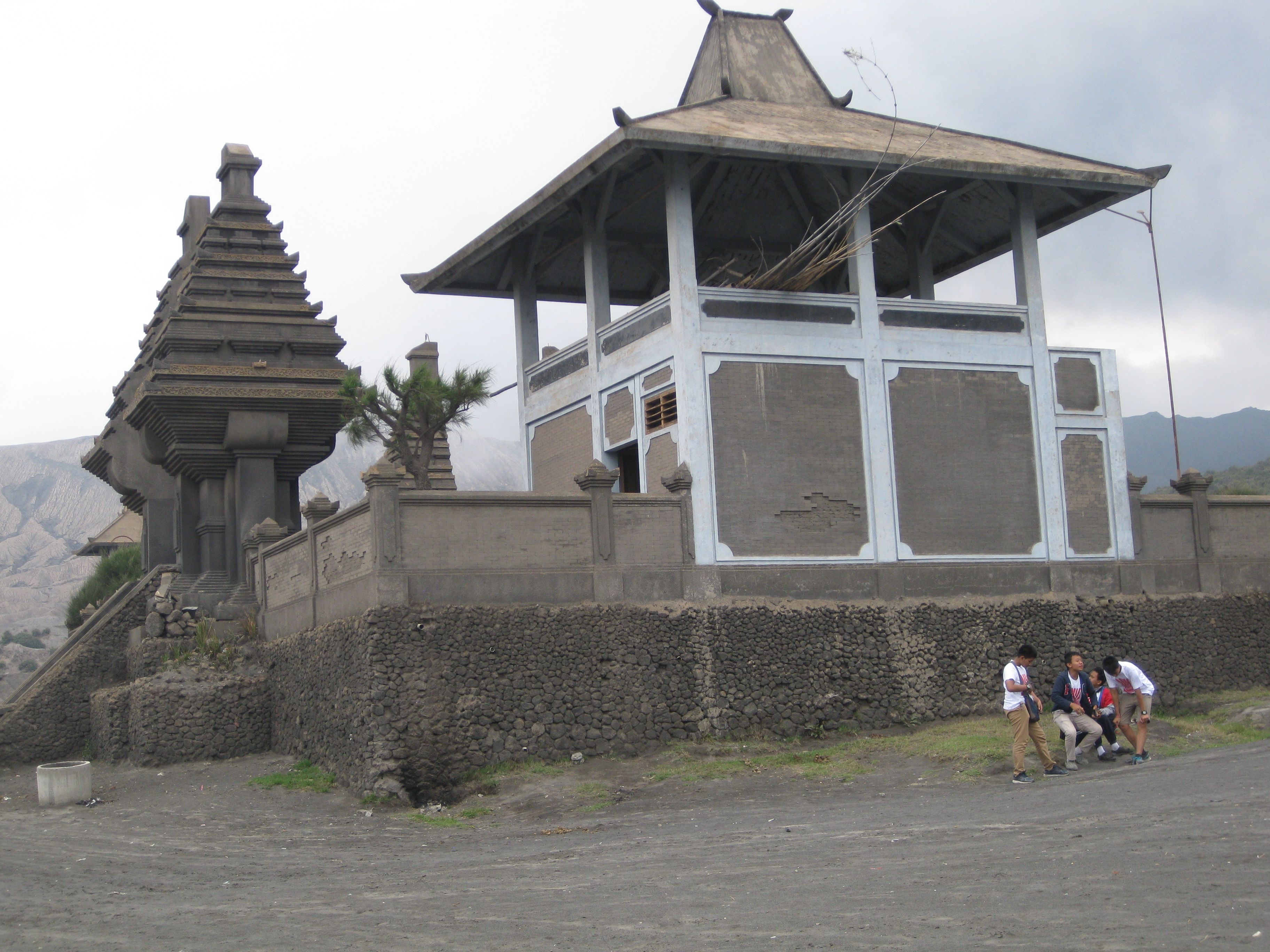
布羅莫火山上的印度教廟宇Pura Luhur Poten。

騰格爾族人從滿者伯夷王朝時期即開始採用印度教傳統。目前騰格爾族信奉的宗教與巴厘島印度教有很強的相似性；兩者都被稱為印尼印度教。但騰格爾族信仰中並無種姓制度，同時騰格爾族基本上是依循滿者伯夷時代既有的傳統。騰格爾族把布羅莫火山當作梵天，是座聖山。每年騰格爾族都會在聖山附近的普拉博菱格縣舉行在滿者伯夷王朝時代即存在，名為亞德亞•卡薩達的祭典。

#### 爪哇歐信族印度教
雖然在荷屬東印度殖民時期，荷蘭人曾試圖讓歐信族皈依伊斯蘭教和基督教，但他們仍有人會堅守舊的信仰。在今日，仍有歐信族人信奉印度教。歐信族與巴厘島人有相似的文化和信仰，也同樣慶祝像寧靜日的節日。歐信族與巴厘島人同樣具有集體自殺的傳統。歐信族的社會分層方面與巴厘島人不同。雖然歐信族信奉印度教，但不具有像巴厘島人般的種姓制度。

### 印尼群島其他地方的印度教

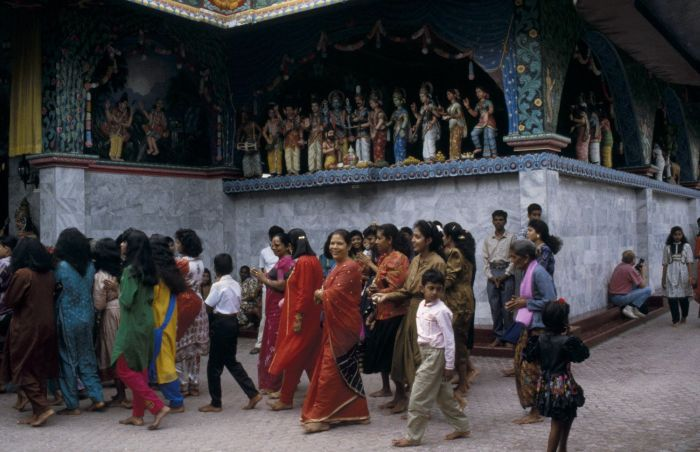
泰米爾人印度教徒圍繞位於棉蘭Sri Mariamman神廟行走的儀式。

在巴厘島以外，被印尼政府認為是印度教的社區，例如在中加里曼丹省具有卡哈林干信仰的達雅族 ，截至1995年，政府統計數據顯示這類印度教徒的數目佔當地人口的15.8%。許多居住在希蘭島的馬努塞拉族和努奧盧族信奉稱為瑙魯斯（Naurus）的信仰，這是種印度教，是融合有泛靈論和新教元素的混合體。同樣，蘇拉威西島的托拉查人將他們的泛靈論信仰Aluk To Dolo認定為印度教。蘇門答臘的巴塔克人已將他們的泛靈論傳統稱為印度教。在少數印度族群中，居住在棉蘭、蘇門答臘的泰米爾人、馬拉亞利人、泰盧固人和旁遮普人、居住在雅加達的信德族有自己的印度教形式，與印度印度教類似，這些印度人會在印度較為常見的節日例如排燈節和大寶森節等時慶祝。
龍目島上的薩薩克人所信奉的Bodha信仰並非穆斯林信仰；這種信仰是印度教和佛教，加上泛靈論的融合；印尼政府將其視為佛教。在沙馬林達和龍目島的部分地區，特別是馬塔蘭市，會慶祝寧靜日。
在馬魯古省丹寧巴爾凱島（Tanimbar Kei，卡伊群島中的小島）上的大多數人都信奉一種印度教變體，其中包括祖先崇拜。丹寧巴爾凱島在2014年僅住有約600人。

## 人口資料
印尼印度教組織（印尼語： (DBH) 定期與印尼各地印度教社區密切聯繫以做調查，表示在2012年印尼印度教人數有10,267,724人。印尼印度教協會和其他一些小型宗教群體聲稱政府在人口普查記錄中把非穆斯林人數低估。該國2018年的人口普查記錄，印度教徒人數為4,646,357人，其中約80%居住在印度教重點區的巴厘島。
在巴厘島以外，印度教徒佔多數的地方有：爪哇省帕蘇欒縣的托薩利村 (66.3%)、中蘇拉威西省帕里吉莫烏通縣的巴林季鎮 (77.3%)、南蘇拉威西省塔納托拉查縣的Mappak (50%)。有相當數量印度教徒的地方有：爪哇省的Torue (41%) 和Sausu (30%) ；南蘇拉威西省的Tomoni Timur (35%)、Angkona (27%)、Simbuang (36%)和Tellulimpo E ( 40%) ；以及龍目島馬塔蘭市的Cakranegara區 (39%) 。

### 官方人口普查（2018年）
根據2018年的人口普查，印尼印尼教徒人口共有4,646,357人，而在2010年的人口普查，人數為4,012,116人。在8年內，印度教徒在印尼總人口佔比從2010年的1.69%上升到2018年的1.74%。
| 省份 (2018 人口普查) | 人口總數      | 印度教人口  | 印度教人口百分比 |
| -------------------- | ------------- | ----------- | ---------------- |
| 印尼                 | 266,534,836人 | 4,646,357人 | 1.74%            |
| 北蘇門答臘省         | 14,908,036人  | 88,346人    | 0.70%            |
| 西蘇門答臘省         | 5,542,994人   | 93人        | 0.002%           |
| 廖內省               | 6,149,692人   | 739人       | 0.012%           |
| 占碑省               | 3,491,764人   | 510人       | 0.02%            |
| 南蘇門答臘省         | 8,267,779人   | 40,319人    | 0.49%            |
| 明古魯省             | 2,001,578人   | 4,184人     | 0.21%            |
| 楠榜省               | 9,044,962人   | 127,903人   | 1.47%            |
| 邦加－勿里洞省       | 1,394,483     | 1,193       | 0.09%            |
| 雅加達首都特別地區   | 11,011,862人  | 20,216人    | 0.18%            |
| 西爪哇省             | 45,632,714人  | 17,017人    | 0.04%            |
| 中爪哇省             | 36,614,603人  | 15,648人    | 0.043%           |
| 日惹特區             | 3,645,487人   | 3,418人     | 0.09%            |
| 東爪哇省             | 40,706,075人  | 107,971人   | 0.27%            |
| 萬丹省               | 10,868,810    | 8,292       | 0.08%            |
| 巴厘省               | 4,236,983人   | 3,682,484人 | 86.91%           |
| 西努沙登加拉省       | 3,805,537人   | 128,600人   | 3.4%             |
| 東努沙登加拉省       | 5,426,418人   | 6030人      | 0.11%            |
| 西加里曼丹省         | 5,427,418人   | 2,998人     | 0.06%            |
| 中加里曼丹省         | 2,577,215人   | 155,595人   | 5.84%            |
| 南加里曼丹省         | 2,956,784人   | 23,252人    | 0.79%            |
| 東加里曼丹省         | 3,155,252人   | 8,311人     | 0.26%            |
| 北蘇拉威西省         | 2,645,118人   | 15,525人    | 0.58%            |
| 中蘇拉威西省         | 2,969,475人   | 109,308人   | 4.84%            |
| 南蘇拉威西省         | 9,117,380人   | 63,652人    | 1.02%            |
| 東南蘇拉威西省       | 1,755,193人   | 50,065人    | 2.97%            |
| 哥倫打洛省           | 1,181,531人   | 1,049人     | 0.09%            |
| 西巴布亞省           | 1,148,154人   | 1,164人     | 0.1%             |
| 巴布亞省             | 4,346,593人   | 3,341人     | 0.08%            |

### 官方人口普查 (2010年)
根據2010年的人口普查，印尼印尼教徒人口共有4,012,116人，而在2000年人口普查時，人數為3,527,758人。雖然印度教人口的絕對數量有所增加，但由於印度教人口的出生率低於穆斯林人口，印尼印度教徒的相對百分比從2000年到2010年有所下降。在印尼各個島嶼中，印度教婦女的平均生育子女人數在1.8到2.0人之間，而穆斯林的每名婦女生育子女人數為2.1到3.2人之間。

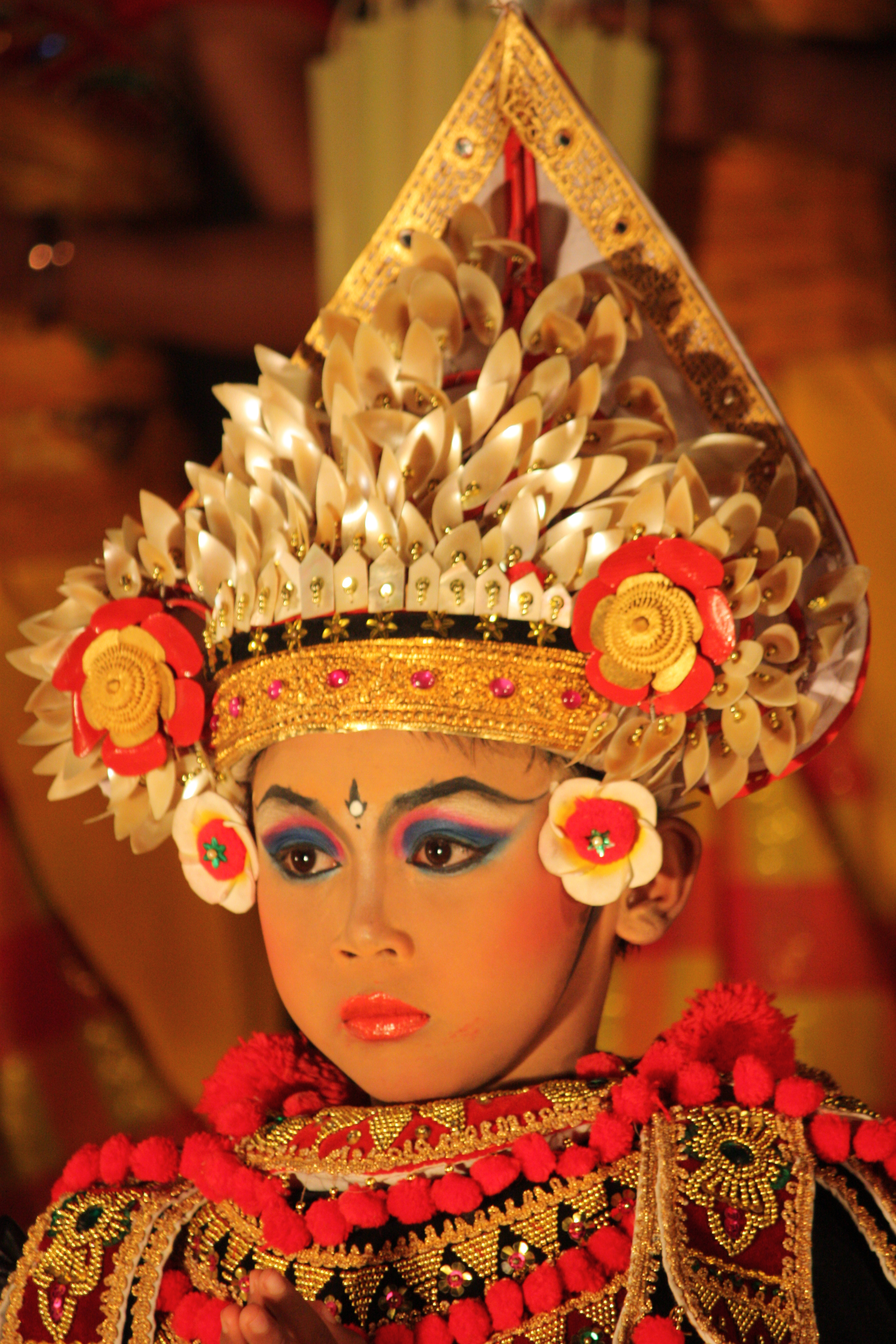
在巴厘島烏布鎮，著裝好，預備參加印度教舞蹈表演的兒童。

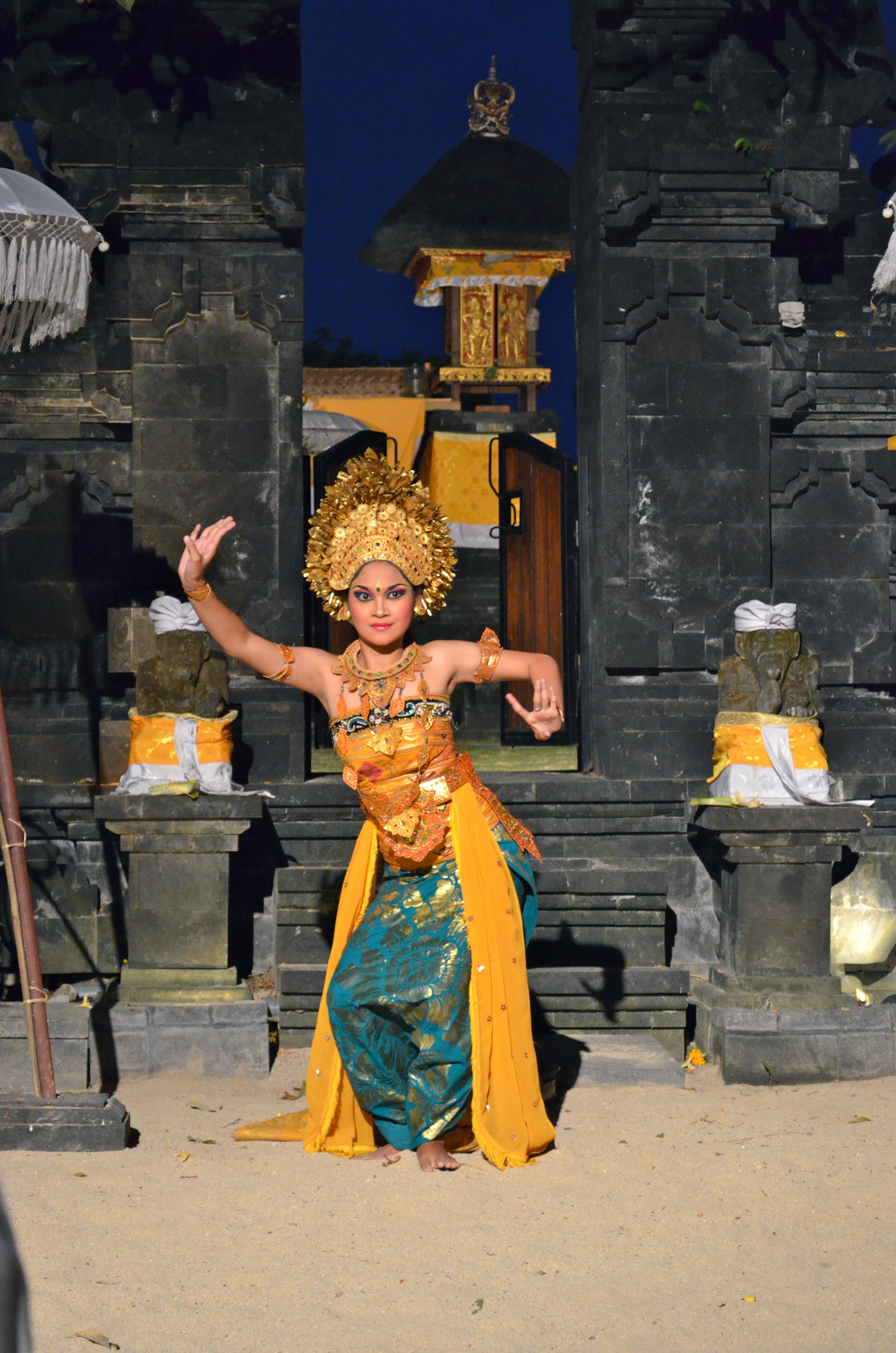
在巴厘島一座普拉（印度教廟宇）內的舞蹈表演。

| 省份                 | 人口總數      | 印度教人口（2010年） | 2010年印度教人口百分比 | 印度教人口2000年 | 變化   |
| -------------------- | ------------- | -------------------- | ---------------------- | ---------------- | ------ |
| 印尼                 | 237,641,326人 | 4,012,116人          | 1.69%                  | 1.79%            |        |
| 亞齊特區             | 4,494,410人   | 136人                | 0.00%                  | 0.01%            | -0.01% |
| 北蘇門答臘省         | 12,982,204    | 88,644               | 0.65%                  | 0.57%            | 0.08%  |
| 西蘇門答臘省         | 4,846,909人   | 234人                | 0.00%                  | 0.00%            | 0.00%  |
| 廖內省               | 5,538,367人   | 1,076人              | 0.02%                  | 0.09%            | -0.07% |
| 占碑省               | 3,092,265人   | 582人                | 0.02%                  | 0.02%            | 0.00%  |
| 南蘇門答臘省         | 7,450,394人   | 39,206人             | 0.53%                  | 0.26%            | 0.27%  |
| 明古魯省             | 1,715,518人   | 3,727人              | 0.22%                  | 0.15%            | 0.07%  |
| 楠榜省               | 7,608,405人   | 113,512              | 1.49%                  | 1.44%            | 0.05%  |
| 邦加－勿里洞省       | 1,223,296人   | 1,040人              | 0.09%                  | 0.01%            | 0.08%  |
| 廖內群島省           | 1,679,163人   | 1,541人              | 0.09%                  | 0.37%            | -0.28% |
| 雅加達首都特別地區   | 9,607,787人   | 20,364人             | 0.21%                  | 0.23%            | -0.02% |
| 西爪哇省             | 43,053,732人  | 19,481人             | 0.05%                  | 0.02%            | 0.03%  |
| 中爪哇省             | 32,382,657人  | 17,448人             | 0.05%                  | 0.09%            | -0.04% |
| 日惹特區             | 3,457,491人   | 5,257人              | 0.15%                  | 0.09%            | 0.06%  |
| 東爪哇省             | 37,476,757人  | 112,177人            | 0.30%                  | 0.27%            | 0.03%  |
| 萬丹省               | 10,632,166人  | 8,189人              | 0.08%                  | 0.07%            | 0.01%  |
| 巴厘省               | 3,890,757人   | 3,247,283人          | 83.46%                 | 88.05%           | -4.59% |
| 西努沙登加拉省       | 4,500,212人   | 118,083人            | 2.62%                  | 3.03%            | -0.41% |
| 東努沙登加拉省       | 4,683,827人   | 5,210人              | 0.11%                  | 0.15%            | -0.04% |
| 西加里曼丹省         | 4,395,983人   | 2,708人              | 0.06%                  | 0.08%            | -0.02% |
| 中加里曼丹省         | 2,212,089人   | 11,149人             | 0.50%                  | 5.89%            | -5.39% |
| 南加里曼丹省         | 3,626,616人   | 16,064人             | 0.44%                  | 0.21%            | 0.23%  |
| 東加里曼丹省         | 3,553,143人   | 7,657人              | 0.22%                  | 0.13%            | 0.09%  |
| 北蘇拉威西省         | 2,270,596人   | 13,133人             | 0.58%                  | 0.56%            | 0.02%  |
| 中蘇拉威西省         | 2,635,009人   | 99,579人             | 3.78%                  | 4.84%            | -1.06% |
| 南蘇拉威西省         | 8,034,776人   | 58,393人             | 0.73%                  | 1.13%            | -0.40% |
| 東南蘇拉威西省       | 2,232,586人   | 45,441人             | 2.04%                  | 2.97%            | -0.93% |
| 哥倫打洛省           | 1,040,164人   | 3,612人              | 0.35%                  | 0.00%            | 0.35%  |
| 西蘇拉威西省         | 1,158,651人   | 16,042人             | 1.38%                  | 1.88%            | -0.50% |
| 馬魯古省（摩鹿加省） | 1,533,506人   | 5,669人              | 0.37%                  | NA               | 0.00%  |
| 北馬魯古省           | 1,038,087人   | 200人                | 0.02%                  | 0.02%            | 0.00%  |
| 西巴布亞省           | 760,422人     | 859人                | 0.11%                  | 0.68%            | -0.57% |
| 巴布亞省             | 2,833,381人   | 2,420人              | 0.09%                  | 0.16%            | -0.07% |

### 官方人口普查 (2000)
根據2000年的人口普查，印尼印度教人口的數目佔印尼總人口的1.79%。巴厘島的印度教人口密集，其中88.05%信奉印度教阿加瑪（Agama，官方許可宗教）。自1990年人口普查以來，印度教徒在總人口中的比例有所下降，主要因為他們較低的出生率和來自爪哇的穆斯林搬遷到印度教徒人口較多的省份。信奉伊斯蘭教的馬都拉人也被逐步遷移到印度教人口佔比較高的中加里曼丹省定居。當年印度教人口以及在總人口的佔比如下表：
| 省份 (2000年人口普查) | 印度教人口  | 人口總數      | 印度教人口百分比 |
| --------------------- | ----------- | ------------- | ---------------- |
| 北蘇門答臘省          | 68,907人    | 11,429,919人  | 0.57%            |
| 西蘇門答臘省          | 0人         | 4,220,318人   | 0.00%            |
| 廖內省                | 4,385人     | 4,676,025人   | 0.09%            |
| 占碑省                | 410人       | 2,386,866人   | 0.02%            |
| 南蘇門答臘省          | 17,874人    | 6,756,564人   | 0.26%            |
| 明古魯省              | 2,033人     | 1,396,687人   | 0.15%            |
| 楠榜省                | 95,458人    | 6,631,686人   | 1.44%            |
| 邦加－勿里洞省        | 76人        | 945,682人     | 0.01%            |
| 雅加達首都特別地區    | 19,331人    | 8,482,068人   | 0.23%            |
| 西爪哇省              | 8,177人     | 35,279,182人  | 0.02%            |
| 中爪哇省              | 28,677人    | 30,775,846人  | 0.09%            |
| 日惹特區              | 2,746人     | 3,026,209人   | 0.09%            |
| 東爪哇省              | 92,930人    | 34,456,897人  | 0.27%            |
| 萬丹省                | 5,498人     | 7,967,473人   | 0.07%            |
| 巴厘省                | 2,740,314人 | 3,112,331人   | 88.05%           |
| 西努沙登加拉省        | 115,297人   | 3,805,537人   | 3.03%            |
| 東努沙登加拉省        | 5,698人     | 3,904,373人   | 0.15%            |
| 西加里曼丹省          | 2,914人     | 3,721,368人   | 0.08%            |
| 中加里曼丹省          | 105,256人   | 1,785,875人   | 5.89%            |
| 南加里曼丹省          | 6,288人     | 2,956,784人   | 0.21%            |
| 東加里曼丹省          | 3,221人     | 2,414,989人   | 0.13%            |
| 北蘇拉威西省          | 10,994人    | 1,972,813人   | 0.56%            |
| 中蘇拉威西省          | 99,443人    | 2,053,167人   | 4.84%            |
| 南蘇拉威西省          | 87,660人    | 7,759,574人   | 1.13%            |
| 東南蘇拉威西省        | 52,103人    | 1,755,193人   | 2.97%            |
| 哥倫打洛省            | 0           | 833,720人     | 0.00%            |
| 西新幾內亞            | 2,068人     | 2,094,803人   | 0.10%            |
| 印尼                  | 3,527,758人 | 196,601,949人 | 1.79%            |

## 印尼印度教假日

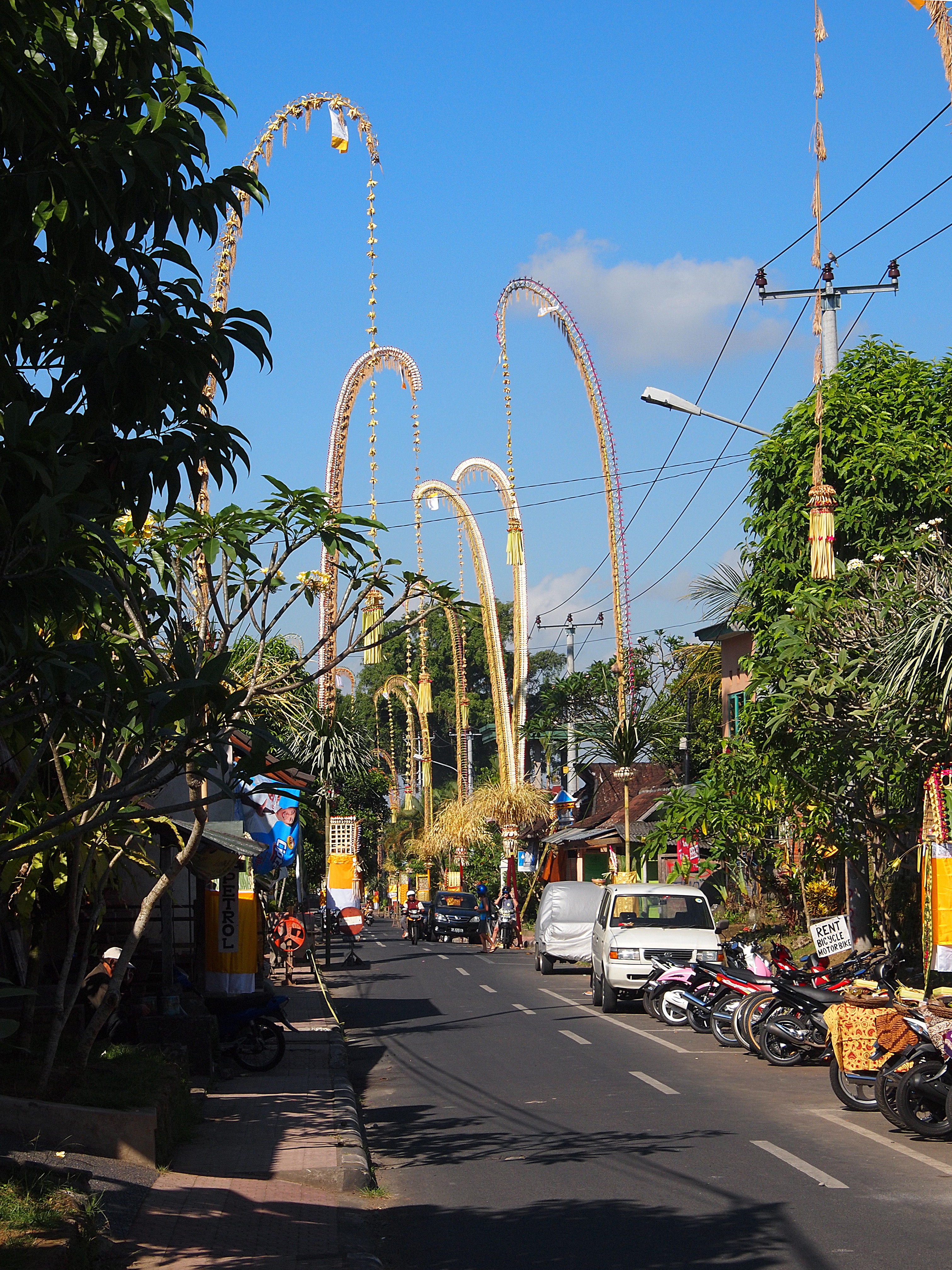
巴厘島上慶祝卡隆安節的街頭裝飾，這個節日慶祝法戰勝不法（善戰勝惡）。

- Hari Raya Galungan - 卡隆安節（英语：Galungan）根據巴厘島印度教徒採用的的帕悟肯曆（英语：Pawukon）（一年僅有210天）一年結束後即開始，持續10天。.[145]這個節日用來慶祝眾神和祖先的神靈再次蒞臨後人的家中。慶祝活動包括奉獻供品、舞蹈表演和穿新衣。[146]眾人必須恰當的迎接及款待祖先，為他們祈禱和獻上祭品。對尚未火化而採暫時埋葬的先人，則需到墳前祭拜。根據傳統，死者的靈魂從天國降臨後的第10天（稱為庫寧安（Kuningan））就會返回天國。。[147][148]
- Hari Raya Saraswati - 帕悟肯曆的最後一週（第30週）稱為Watugunung，而這週的最後一天奉獻給學習女神辯才天女，[149][150]當天教徒會對書籍（特別是貝葉經（撰寫在乾燥棕櫚葉上的經書））膜拜，但不會在當天閱讀。[151]巴厘島印度教徒相信知識是實現人類生活目標的重要媒介，因此對薩拉斯瓦蒂表示敬意。慶祝儀式和祈禱從早上到中午在家庭大院、教育機構和寺廟、村莊和企業的廟宇內舉行。學校師生們會換上色彩鮮豔的服裝。孩子們帶著水果和傳統糕點到學校，然後去廟宇供奉。[152]
- Hari Raya Nyepi - 寧靜日（英语：Nyepi）是巴厘島薩卡曆（英语：Balinese saka calendar）的一年開始之日，落在第10個月的第一天（Kedasa）。在巴厘島以及印尼各地巴厘島印度教社區會大肆慶祝。而在除夕夜，村子會被打掃乾淨，並準備兩天的食物，當晚盡可能大聲喧嘩，以驅趕魔鬼。第二天（即元旦日），印度教徒不會出門、做飯或從事任何活動。街道空無一人，遊客不得離開酒店，除了救護車等緊急服務外，一切暫停一日。[153]這個日子使用巴厘島日曆確定，除夕落在在每年3月/4月左右新月之夜。因此，Nyepi的日期每年都會不同。 [154]除夕夜時，全島的社區會聚會並焚燒惡鬼芻像（參見惡鬼芻像（英语：Ogoh-ogoh），類似於南印度的Karthika Deepam（英语：Karthika Deepam）慶典），次日即為完全和平與寧靜的一天。

## 社會生活

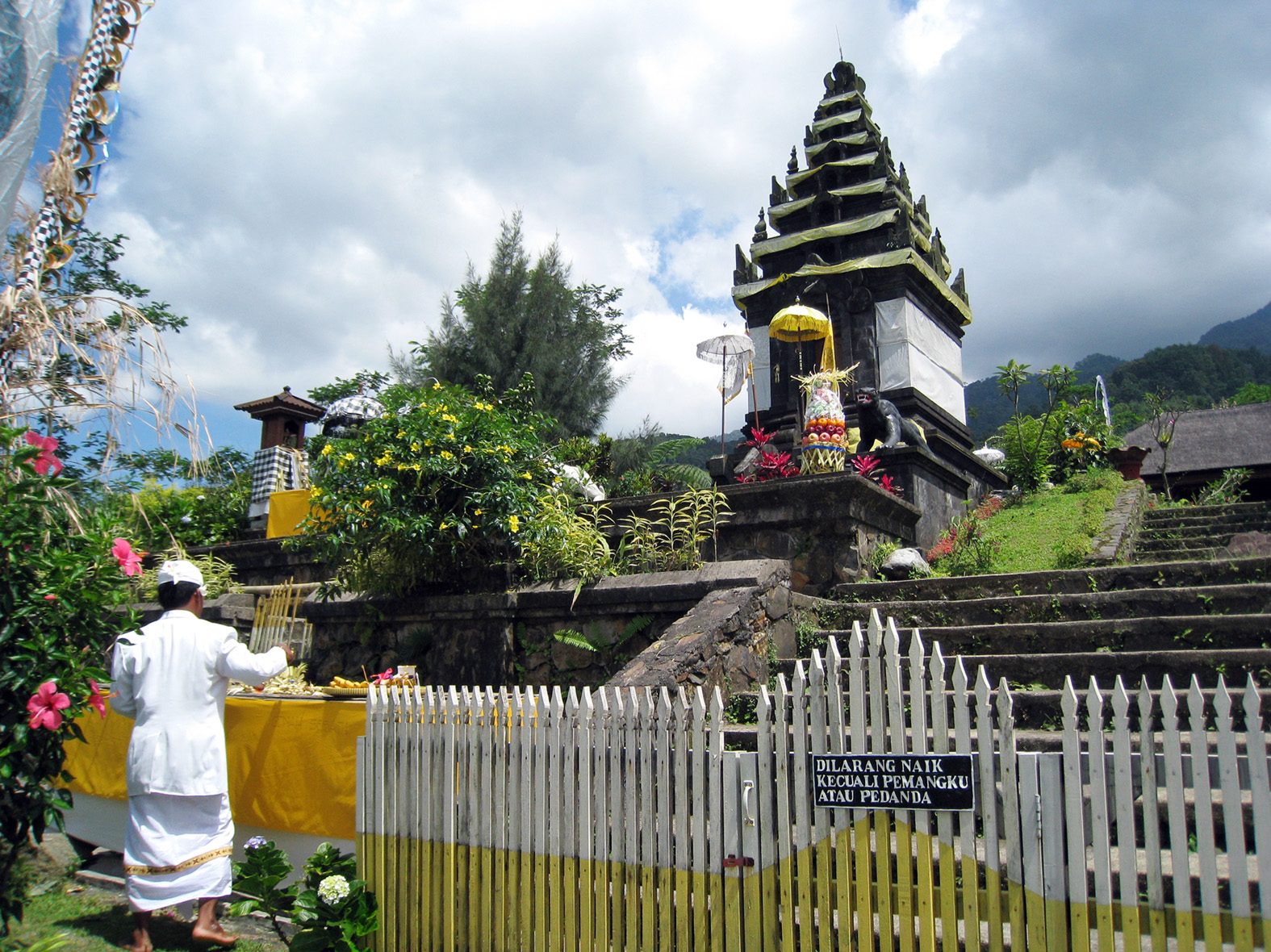
巴厘島印度教徒在西爪哇，靠近古巽他王國首都Pakuan Pajajaran的遺址（今日茂物）建造一座印度教寺廟Pura Jagatkarta，並在內奉祀巽他王國君主西里旺宜。

爪哇新印度教社區的一個共同特點是，它們通常會聚集在新近建造的廟宇 (pura) 或考古廟宇遺址 (禪邸) 周圍，這些遺址被重新作為印度教崇拜場所。
印尼印度教協會的名稱在1984年由Parisada Hindu Dharma改為Parisada Hindu Dharma Indonesia，以表彰印尼印度教復興先驅葛冬•巴戈•思歐卡讓這個宗教在全國產生的影響力。爪哇東部的幾座新印度教廟宇中，有座名為Pura Mandaragiri Sumeru Agung，建在爪哇最高山峰塞梅魯火山山坡上。這座廟宇經由巴厘島富人的慷慨捐贈，於1992年7月竣工時，當地只有少數家庭皈依印度教。而在1999年12月所做的一項試點研究顯示當地的印度教社區已達5,000多個家庭的規模。
在下述幾座印度教新廟宇均發生大規模的改宗事件:一座名為Pura Agung Blambangan（建在略有考古遺跡，與爪哇最後一個印度教王朝 - 布蘭班根王朝有關聯的地方）。另一座重要，名為Pura Loka Moksa Jayabaya（位於諫義里附近的Menang村）的所在，據說12世紀的印度教國王和先知賈亞巴亞在那裡達到精神解脫（moksa）的境界。

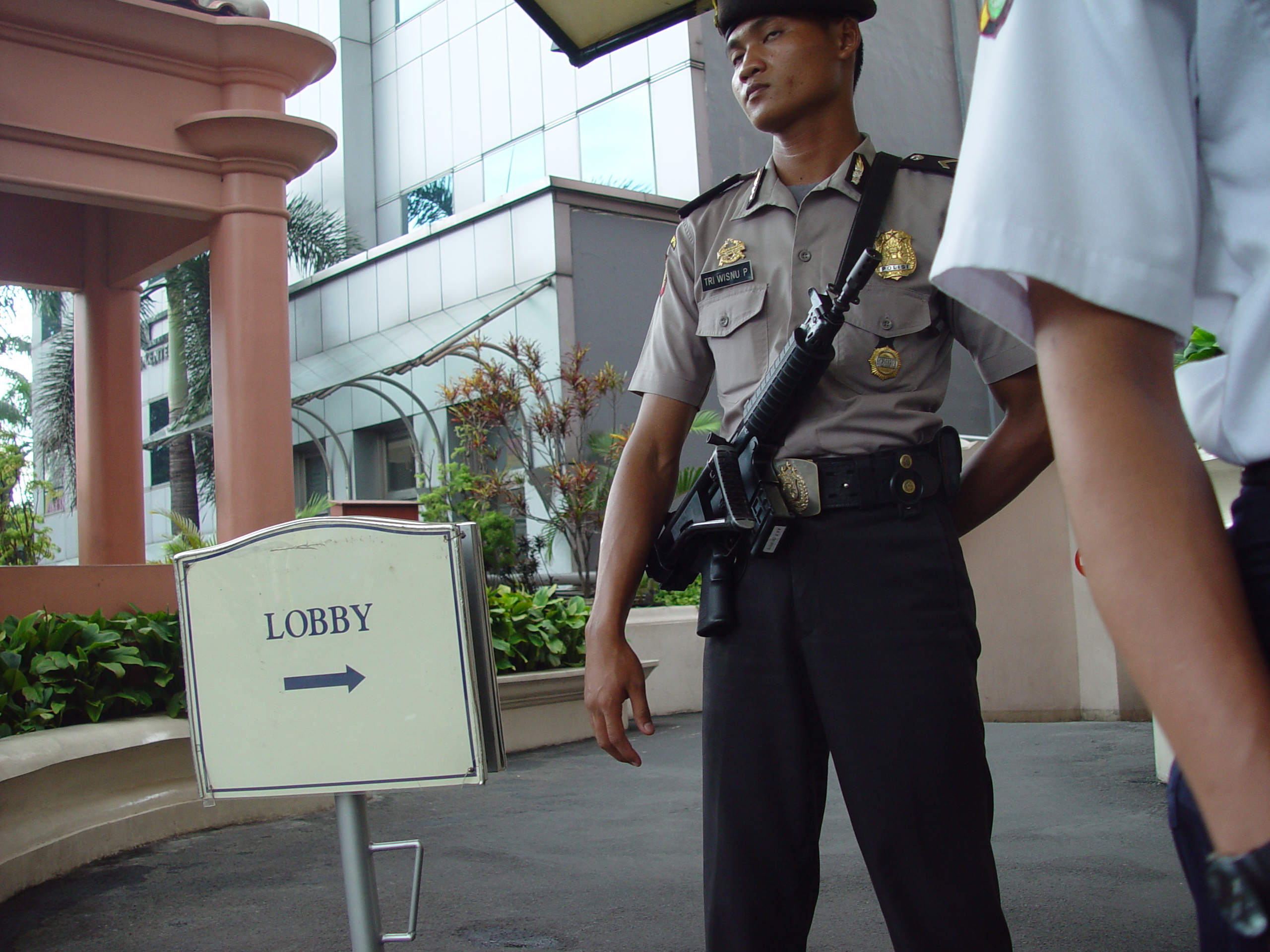
許多印尼人（不論信奉任何宗教）均會取與印度教相關的名字，如Wisnu（和毗濕奴相關）、Surya（與蘇利耶相關）、Indra（與因陀羅相關）、Arya（梵語中尊貴之義）、Purtra（梵語中兒子之義）Aditya（印度教女神阿底提的後人之義）和Sita（與悉多 - 印度史詩羅摩衍那的女主角 - 有關聯），等等。譬如圖中這位印尼國家警察的名字為“Tri Wisnu”。

另一座稱為Pura Pucak Raung，位於東爪哇省的新廟宇，在巴厘島文學中，廟宇所在被提及為印度教仙人馬康德亞在公元5世紀從那兒把印度教引入巴厘島。
在古代印度教廟宇遺址附近發生大規模改宗的案例有：在滿者伯夷首都莫佐克托附近的特魯烏蘭，當地有場運動，致力取得一座發掘出的印度廟遺址控制權，而將其恢復為印度教禮拜場所。這座寺廟將用來供奉加查·馬達，加查·馬達的功績是把滿者伯夷由小王國擴充成為一個帝國。

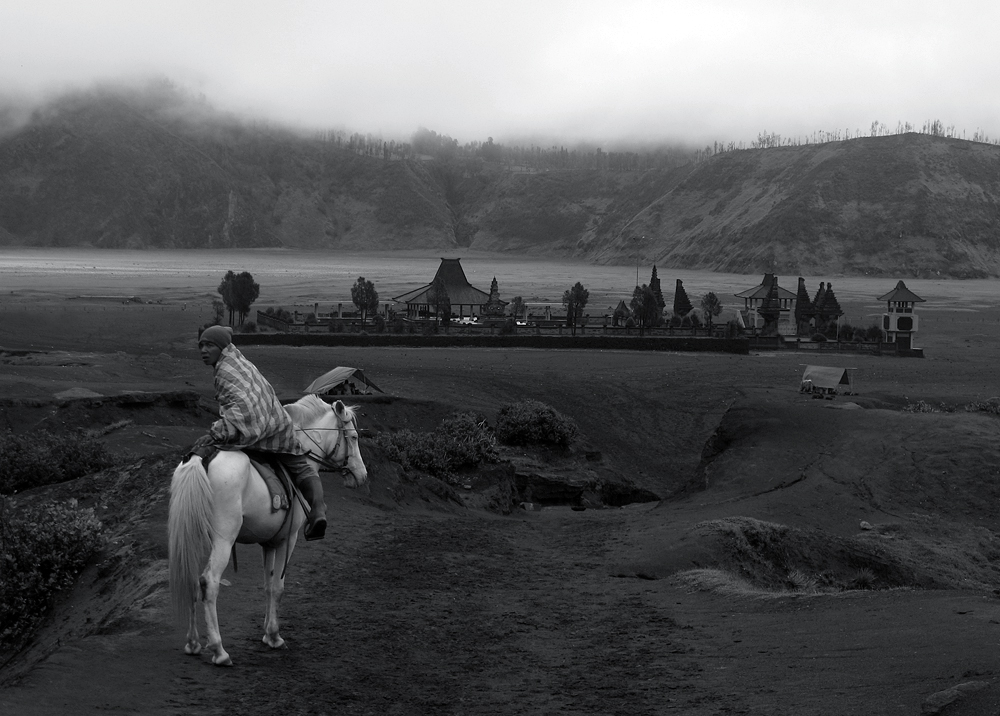
在東爪哇省，位於布羅莫·滕格爾·塞梅魯國家公園內的騰格爾族的印度教廟宇。

在中爪哇省的卡蘭甘亞爾地區，位於拉烏火山坡上翻修過的15世紀切壽印度廟已成為一個爪哇印度教的中心.
東爪哇地區在抵抗伊斯蘭化方面有較鮮明的歷史，但今日印度教也在中爪哇省普蘭巴南遺跡一帶擴張，例如在遺跡附近的克拉滕縣。今日在普蘭巴南遺址就會舉行數個印度教的慶典，包括卡隆安節和寧靜日。
在西爪哇，靠近古巽他王國首都Pakuan Pajajaran的遺址（今日茂物），在薩拉火山的斜坡上建有一座印度教廟宇Pura Jagatkarta。這座被稱為有史以來在巴厘島以外建造的最大的巴厘島印度教廟宇，將供大雅加達地區巴厘島印度教徒使用。但由於這座寺廟位於巽他族的聖地，而且尚有供奉巽他族國王西里旺宜的神廟，因此這個地點也是當地巽他族人喜愛前來的場所。

## 旅遊

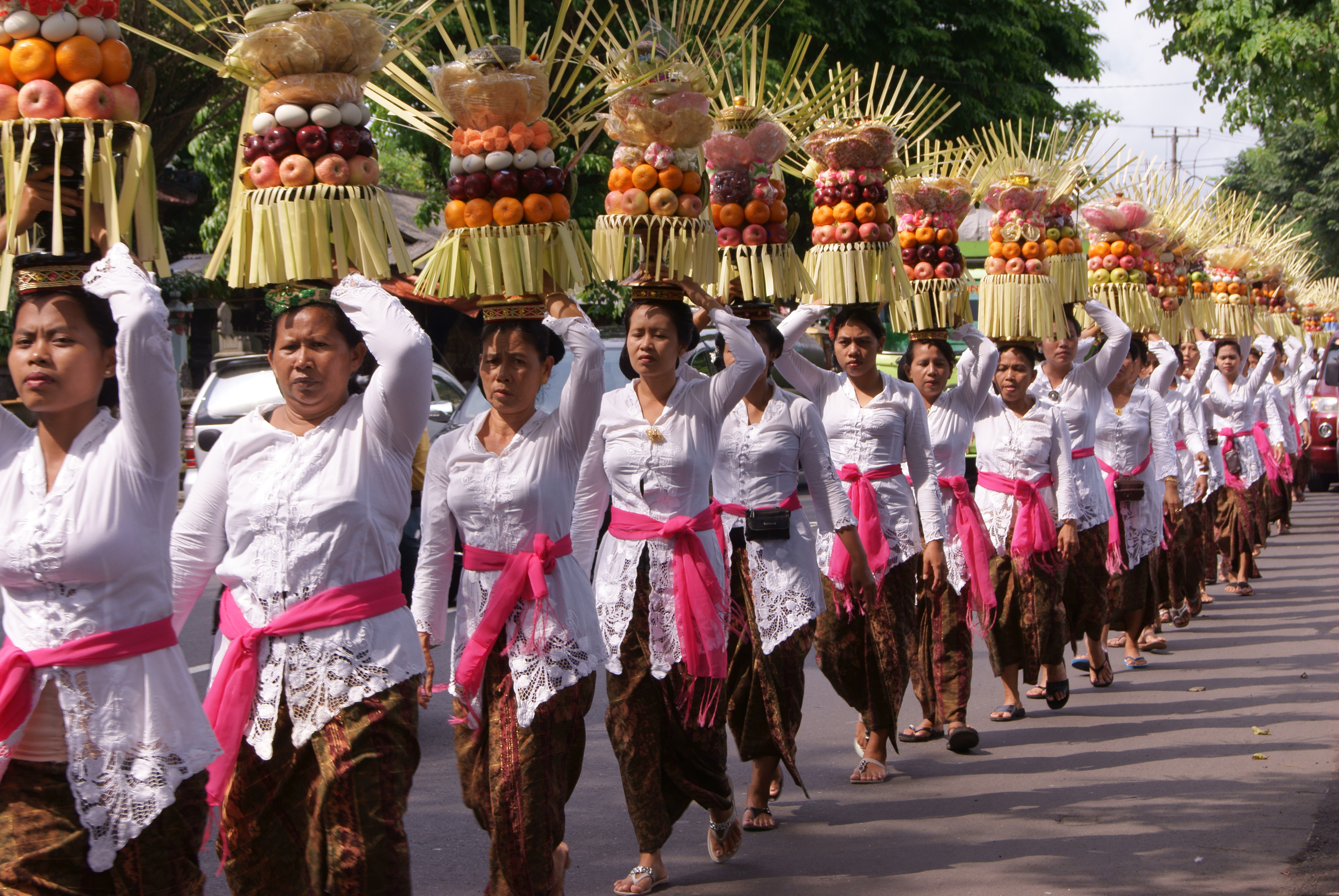
色彩繽紛及充滿歡樂氣息的巴厘島印度教儀式是當地觀光的一大賣點。

印度教徒佔絕大多數的巴厘島是印尼最具吸引力的旅遊勝地。巴厘島除有自然美景外，還有廟宇建築、精心安排的慶典、豐富的文化、絢爛的藝術和生動的舞蹈，都是當地旅遊的重點項目（參見印尼旅遊）。因此旅遊和接待服務產業是當地最重要的經濟來源，正蓬勃發展中。在巴厘島興盛的旅遊活動與其他印度教人口不多，或是不存在的省份呈現鮮明的對比。
印尼政府除費心投資印度教的古代遺址和建築，也兼顧到佛教遺址與建築。

## 文化
印尼在受到伊斯蘭化之前，其藝術和文化深受印度教的影響。即使在現代的印尼，也有很多當地的穆斯林和基督徒（參見基督教在印尼的傳播），尤其是在巴厘島、爪哇島與其他島嶼的，也遵循印度教徒的文化和傳統。印尼有許多著名且廣受參訪的印度教廟宇，其中許多是優良的禮拜和旅遊所在。

### 廟宇

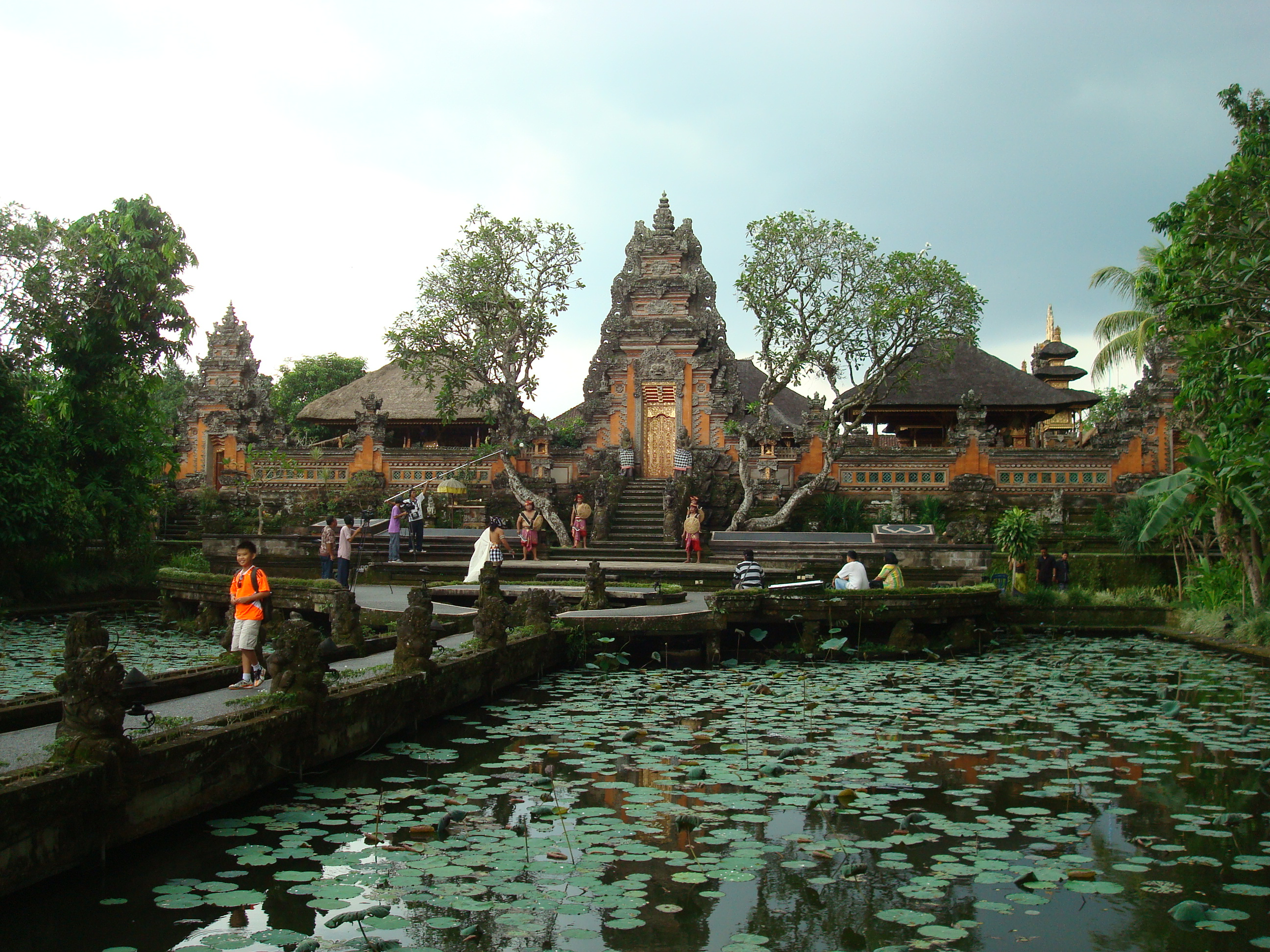
在巴厘省烏布鎮，名為Pura Taman Saraswati（英语：Pura Taman Saraswati）的巴厘島印度教廟宇，供奉辯才天女。
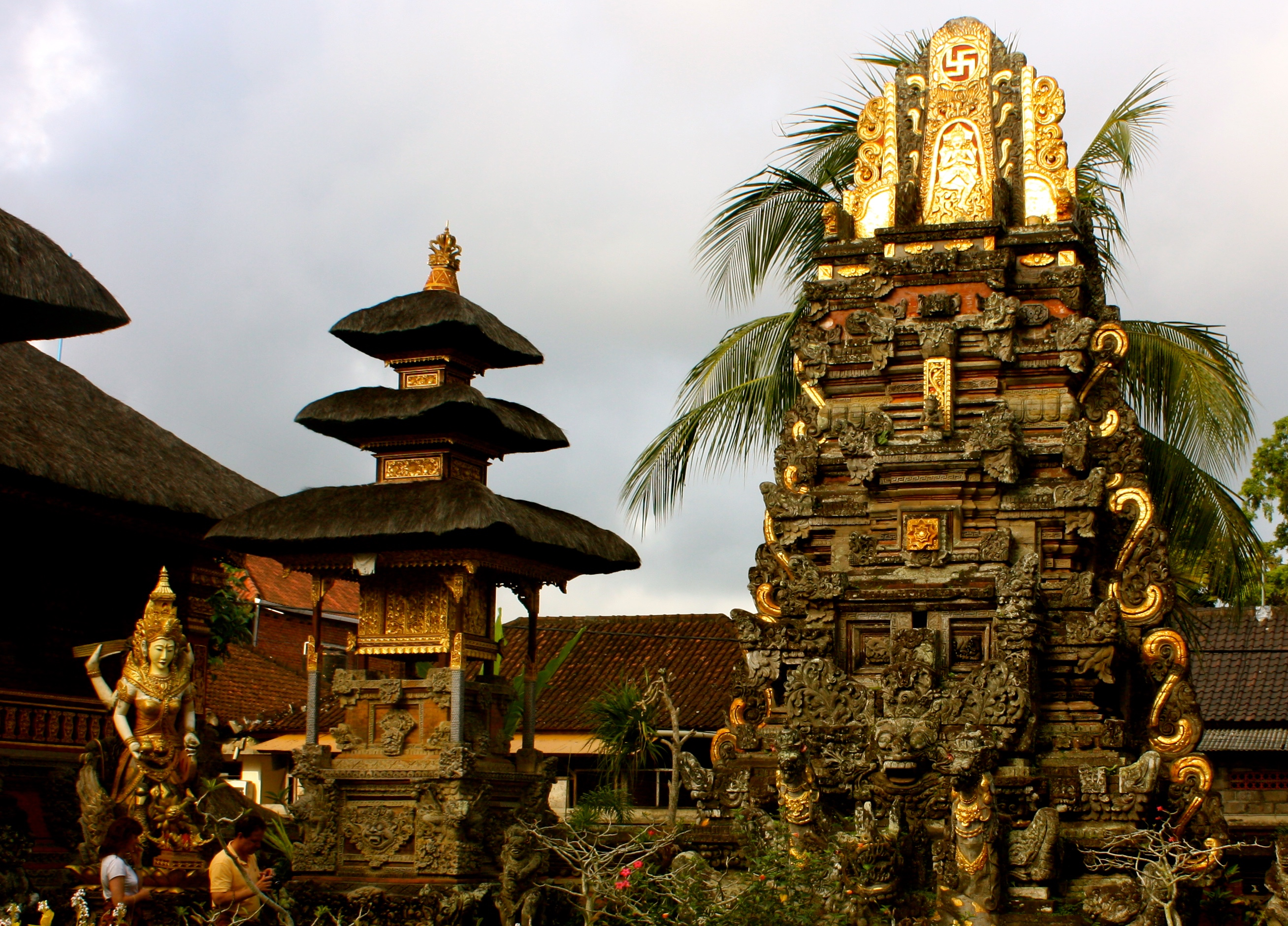
在烏布鎮的禪邸遺跡。
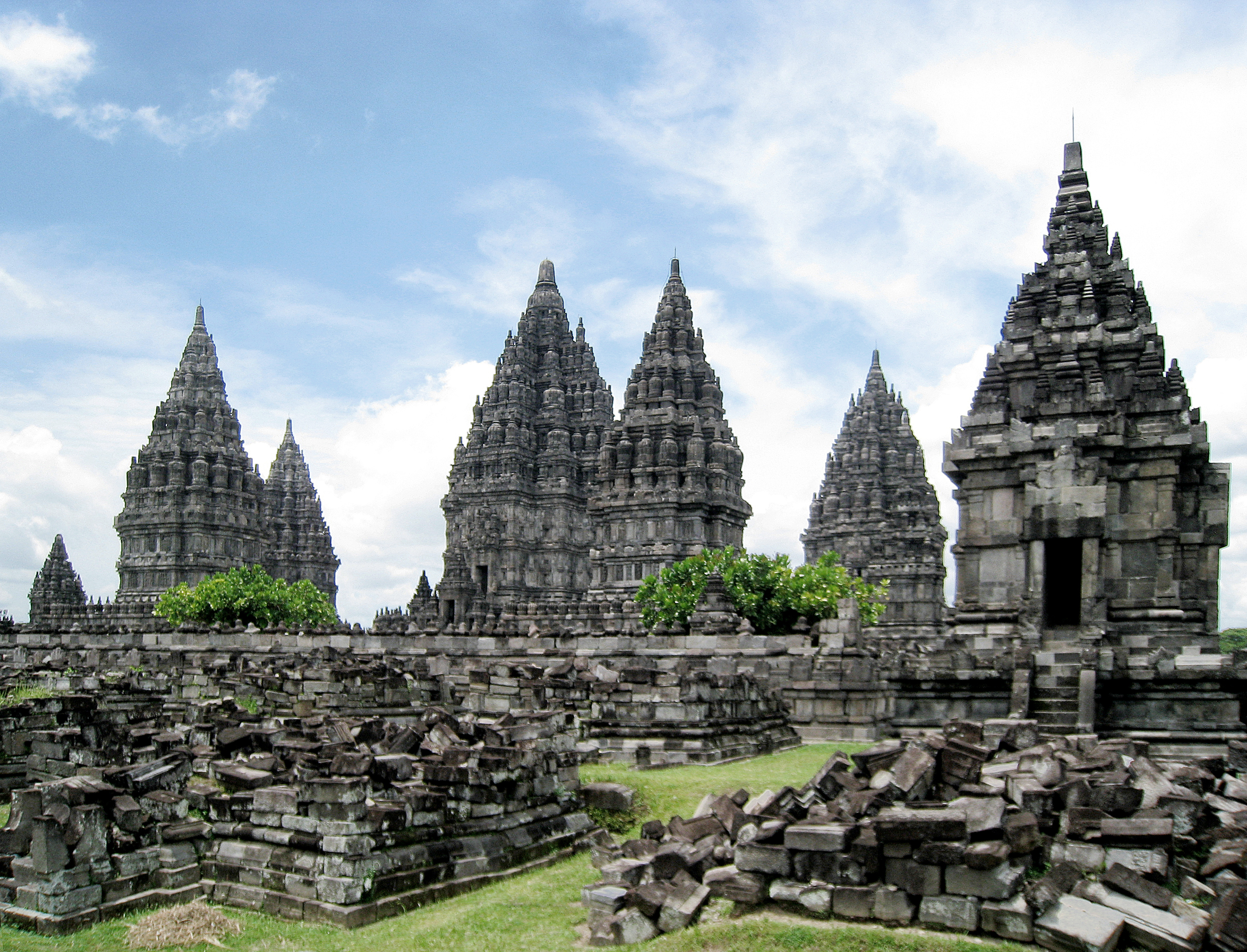
普蘭巴南印度廟群遺址，是印尼最大的一處廟宇群。
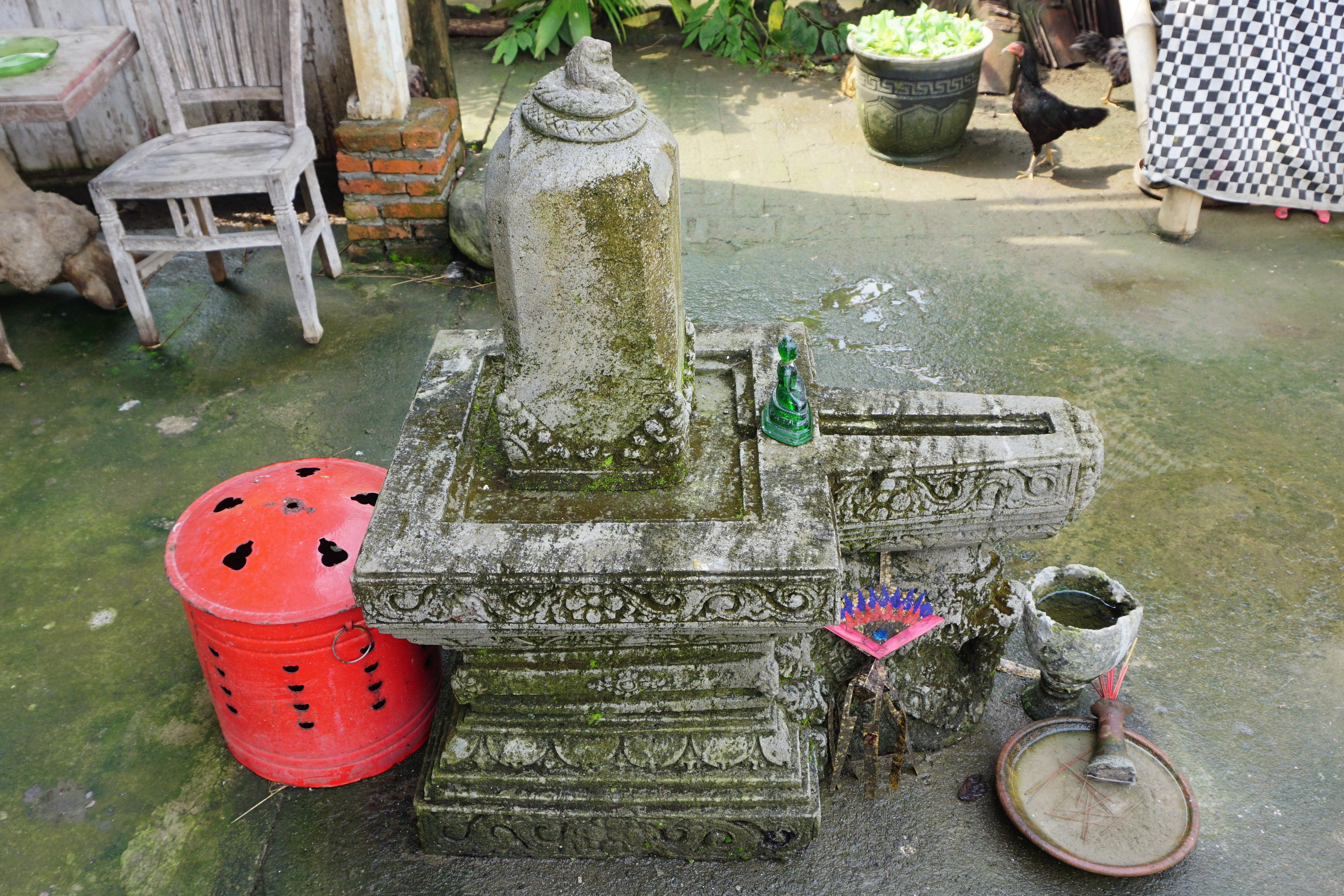
在印尼一處印度教廟宇中的林伽。
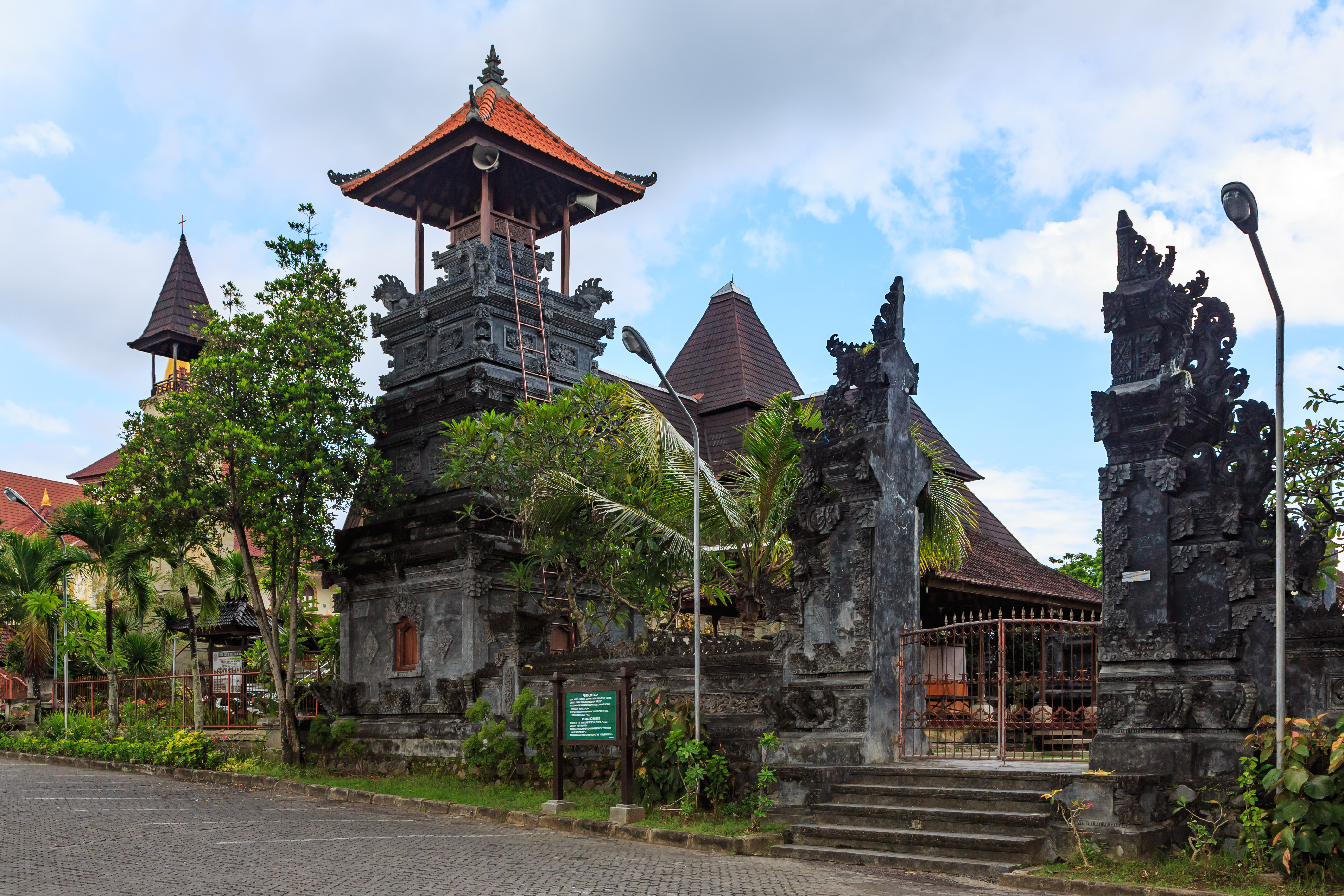
在巴厘省Puja Mandala Complex內的印度教廟宇Pura Jagat Natha。

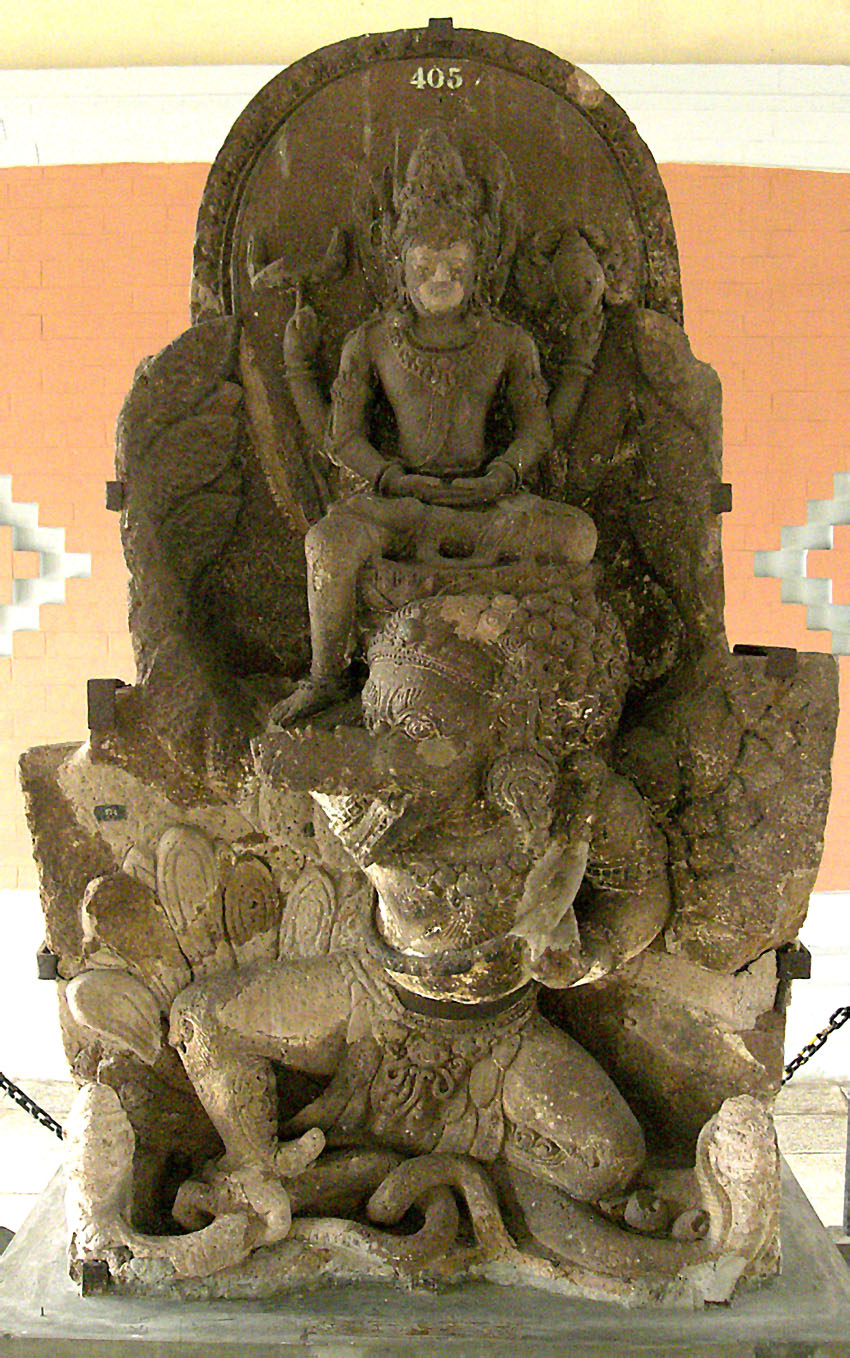
據說印尼國徽的設計靈感來自印度教神獸迦樓羅。

印尼的印度教廟宇構造和建築與世界其他地區不同，而且這些廟宇之間也有相當的多樣性。印尼廟宇結構大致分為3種：
1. Condi（禪邸），古代爪哇古印度教-佛教廟宇遺跡。[170]（這類型的廟宇大多在被稱為印度教-佛教時期（公元4世紀到15世紀之間）在爪哇興建，供教徒禮拜之用）。
2. Pura（普拉），巴厘島的印度教廟宇。[171]（巴厘島的廟宇被稱為普拉，是巴厘島印度教徒的禮拜場所）。
3. Kuil或mandir，印度印度教寺廟。[172]（具有瞿布羅神廟塔門的印度教廟宇，是典型的印度教風格建築）。[β]

### 象徵主義
印度教文化和習俗激發出許多現代符號，並在印尼歷史和當前情景中發揮相當重要的功能。
- 印尼國徽稱為Garuda Pancasila。[174]Garuda（迦樓羅）是毗濕奴的(神獸坐騎（英语：vahana）)，出現在古印尼的許多印度教寺廟中。[175]Garuda Pancasila由蘇卡諾麾下，來自坤甸的蘇丹哈米德二世（英语：Syarif Hamid II of Pontianak）所設計，於1950年2月11日受採納為國徽。[176]據說印尼的國家航空公司嘉魯達印尼航空（Garuda Indonesia）的設計靈感也來自同樣的迦樓羅。
- 印尼人，包括穆斯林和基督徒，名字有很多採用梵文或印度教的神祇名，如毗濕奴、蘇利耶（印度教太陽神）等。[177]

## 史上印尼印度教王國統治者

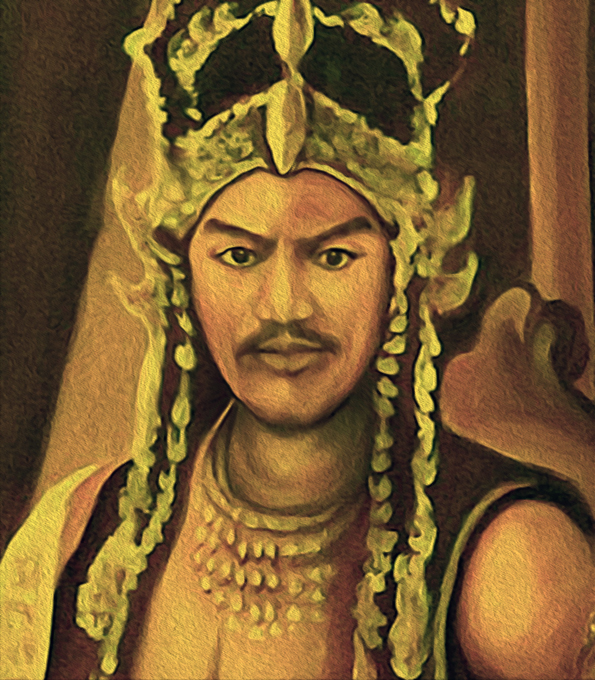
巽他王國君主西里旺宜。

- 庫敦佳（英语：Kudungga），約公元4世紀古泰王國建國者
- 穆拉瓦爾曼（英语：Mulavarman），約4世紀古泰王國君主
- 普羅那跋曼（英语：Purnawarman），5世紀塔魯瑪納伽拉王國（英语：Tarumanagara）君主
- 阿蒂亞瓦曼（英语：Adityawarman），傳說中14世紀帕加鹿永王國（英语：Pagaruyung Kinbdgom）的建國者
- 艾爾廊加（英语：Airlangga），11世紀固里班王國建國者
- 阿納克·旺蘇（英语：Anak Wungsu），艾爾廊加最年輕的兄弟，繼任艾爾廊加統治巴厘島和爪哇島
- 阿貢·阿諾姆（英语：Agung Anom），於18世紀初為巴厘島孟韋王國（Kingdom of Mengwi）君主
- 阿納士帕替（英语：Anusapati），13世紀信訶沙里王國第二任君主，統治期間不長
- 阿加亞登加亞科塔娜女王（英语：Arjayadengjayaketana），13世紀統治巴厘島的女王
- 肯·阿羅克（英语：Ken Arok），信訶沙里王朝的建國者及首位君主
- 巴厘東（英语：Balitung），在9-10世紀馬打蘭王國的君主
- 達勒姆·巴圖雷靈戈（英语：Dalem Baturenggong），16世紀巴厘島君主
- 達勒姆·凱圖（英语：Dalem Ketut），滿者伯夷王朝（1293-1500年）時期巴厘島的君主
- 達勒姆·桑普蘭根（英语：Dalem Samprangan），以滿者伯夷王朝為宗主國的巴厘島君主
- 達瑪旺沙（英语：Dharmawangsa），10-11世紀伊士亞納王朝（英语：Isyana dynasty）君主
- 哈亞·烏魯克（英语：Hayam Wuruk），滿者伯夷王朝盛世時的君主
- 伊斯亞娜女王（英语：Queen Isyana），10世紀馬打蘭王國君主
- 賈亞巴亞（英语：Jayabhaya），12世紀諫義里國君主
- 賈亞卡特望（英语：Jayakatwang），13世紀短命的第二諫義里國君主
- 查雅納迦拉（英语：Jayanegara），14世紀早期滿者伯夷的君主
- 賈亞潘古斯（英语：Jayapangus），12世紀巴厘島君主
- {{le|薩瑪拉•威加亞東加瓦滿|Samara Vijayatunggavarman]]，11世紀三佛齊的君主
- 珊闍耶，8世紀馬打蘭王國建國者
- 撒那國王（英语：Sanna (king)），8世紀早期統治爪哇的君主
- 姆普·辛多克國王（英语：Mpu Sindok），10世紀統治馬打蘭王國的珊闍耶王朝（英语：Sajaya Dynasty）最後一位君主
- 西里旺義國王（英语：Sri Baduga Maharaja），15-16世紀巽他族君主
- 威加亞•瑪哈德威女王（英语：Śri Wijaya Mahadewi），10世紀末統治巴厘島的女王
- 蘇西塔女王（英语：Suhita），15世紀滿者伯夷第6任君主

## 進一步閱讀
- Ramstedt, Martin. . Routledge. 2005-06-28  [2022-06-10]. ISBN 978-1-135-79052-3. OCLC 1037796224. （原始内容存档于2022-07-11） （英语）.
- Pringle, Robert. . Allen & Unwin. 2004  [2022-06-10]. ISBN 978-1-74115-277-7. OCLC 1098586627. （原始内容存档于2022-07-11） （英语）.
- KUMAR, RAVI. . Suruchi Prakashan. 2014-01-01  [2022-06-10]. ISBN 978-93-81500-47-7. （原始内容存档于2022-07-12） （英语）.
- Picard, Michel; Madinier, Rémy. . Routledge. 2011-05-13  [2022-06-10]. ISBN 978-1-136-72640-8. （原始内容存档于2022-07-11） （英语）.
- Hefner, Robert W. . Routledge. 2018-01-03  [2022-06-10]. ISBN 978-1-317-24221-5. OCLC 1018083561. （原始内容存档于2022-07-11） （英语）.
- Damle, Amod N.; Damle, Nilu H. . Taylor & Francis. 2020-10-22  [2022-06-10]. ISBN 978-1-000-21703-2. （原始内容存档于2022-07-12） （英语）.
- Yamashita, Shinzi. . Berghahn Books. 2003: 56–72. ISBN 9-781-571-81327-5.
- Hefner, Robert. . Princeton University Press. 1990. ISBN 9-780-691-02856-9. OCLC 1166968690.

## 外部連結

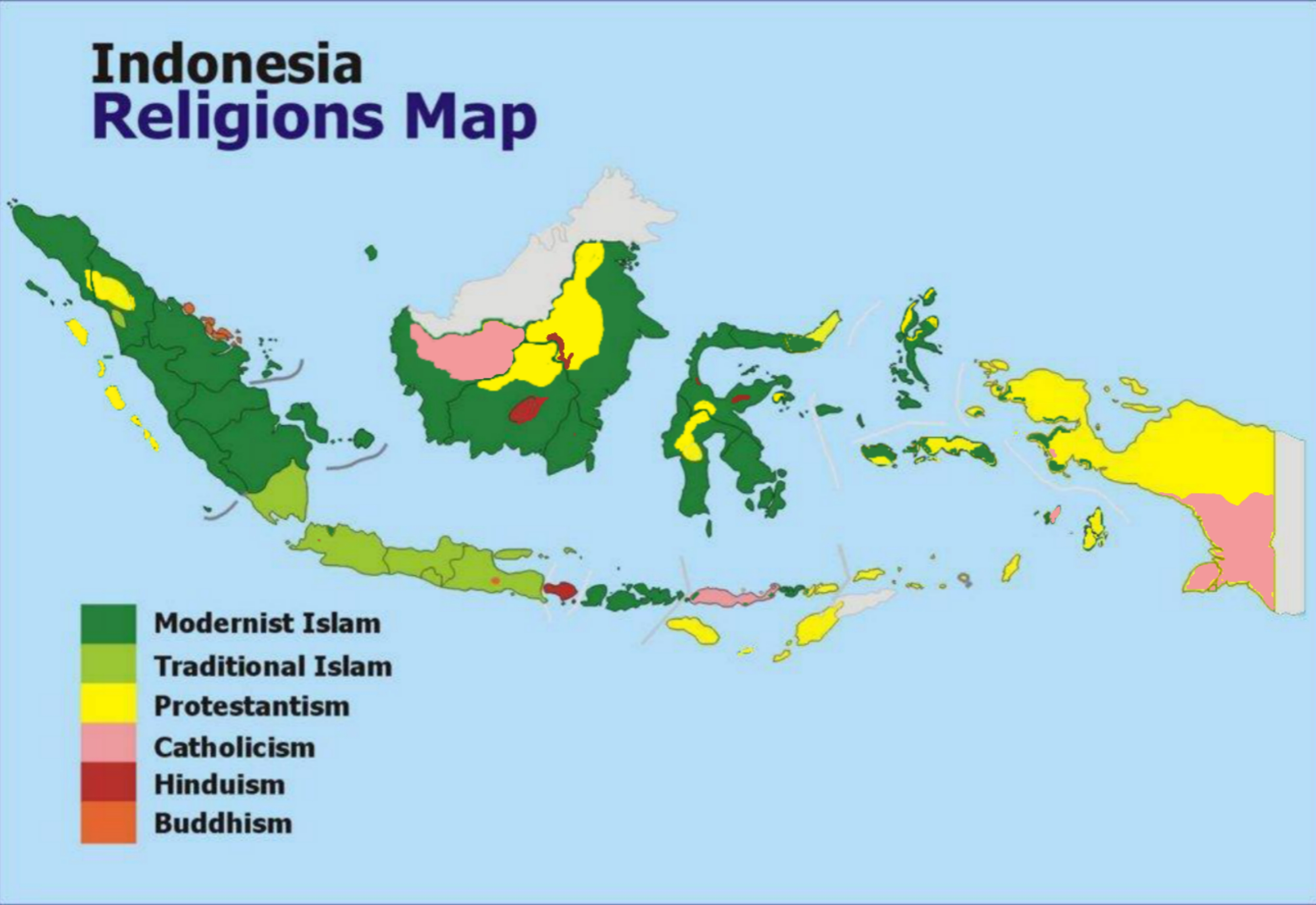
印尼宗教信仰分佈地圖，信仰印度教處以紅色表示。

- Hinduism in Indonesia
- Hindu Council UK: "Great Expectations: Hindu Revival Movements in Java and other parts of Indonesia" by Thomas Reuter
- Hindu Resources and Community in Indonesia
- Hindu-raditya.com
- Desadaat